# Öffentlicher Personennahverkehr

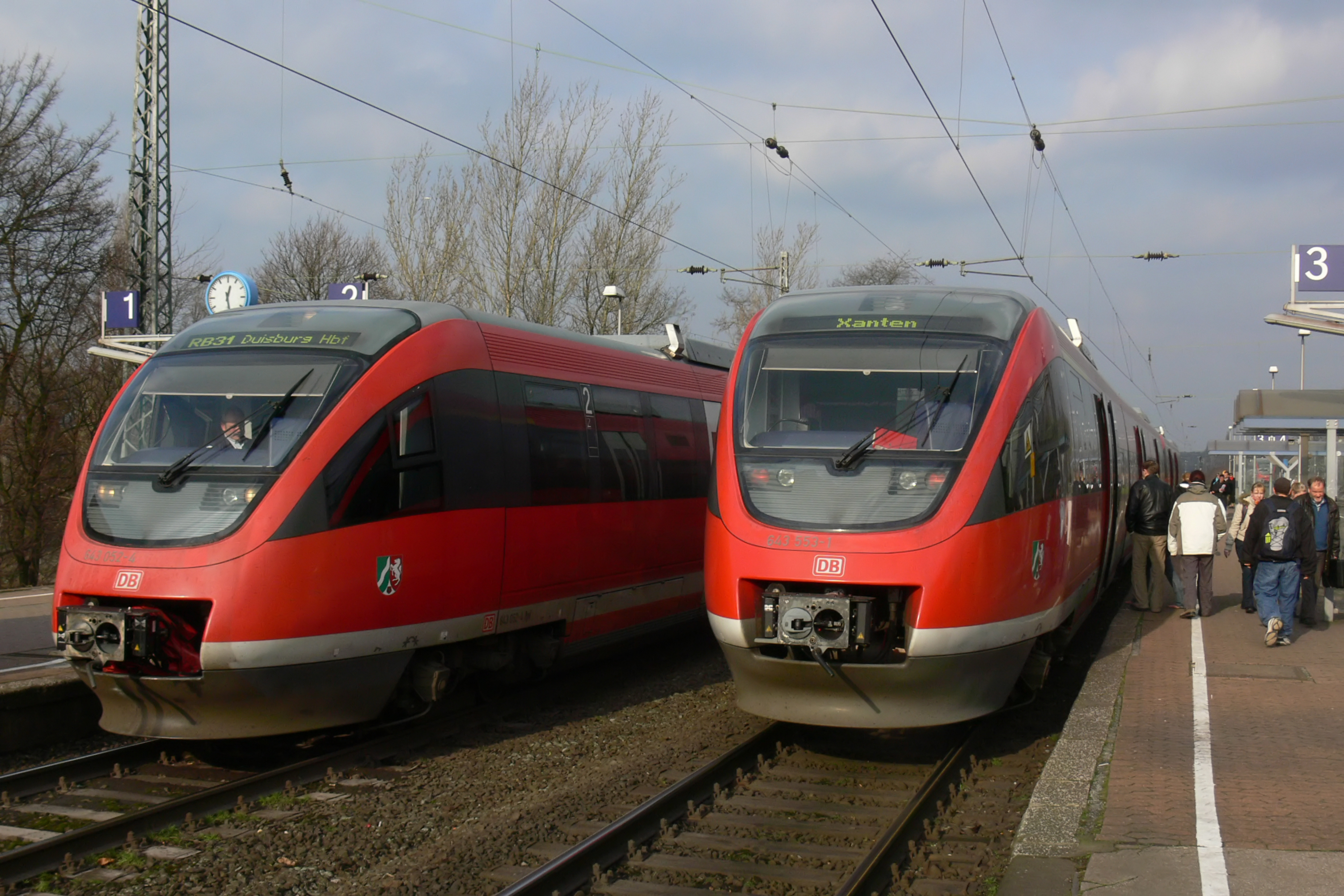
Schienenpersonennahverkehr (SPNV) in Deutschland

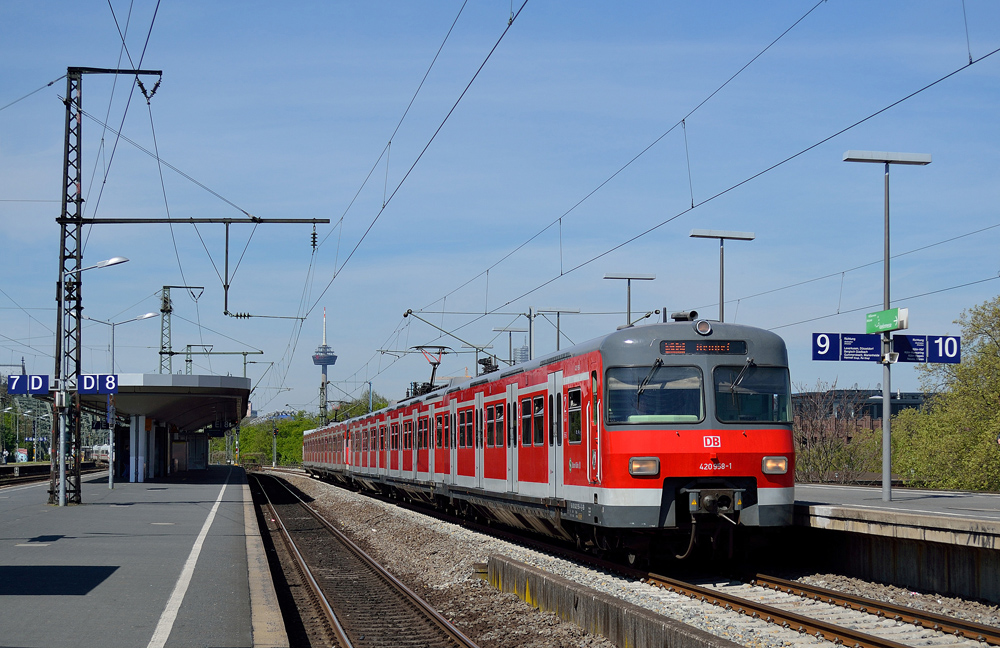
Zug der S-Bahn Köln im Bahnhof Köln Messe/Deutz (Mai 2016)

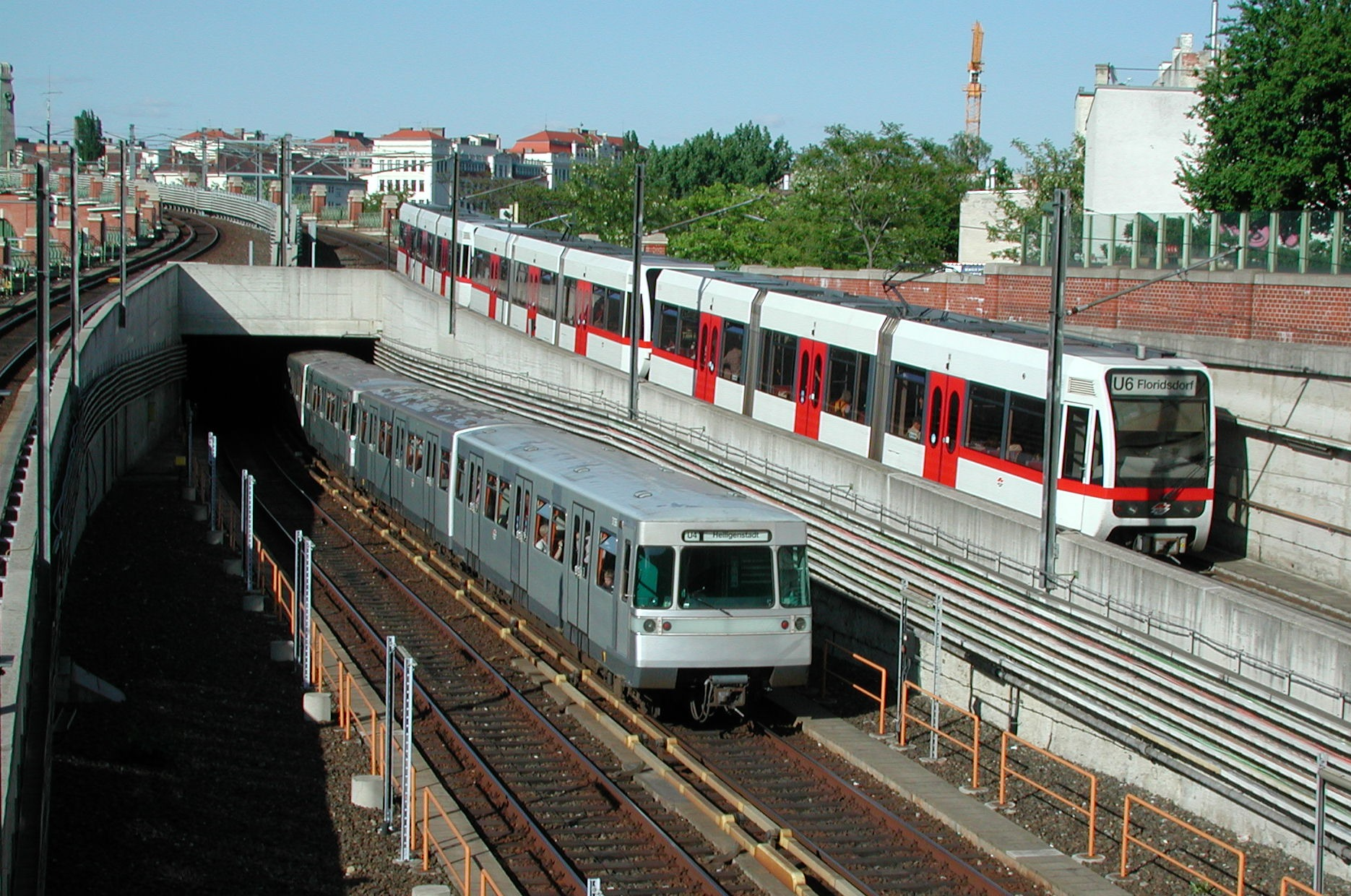
ÖPNV in Österreich (U-Bahn Wien)

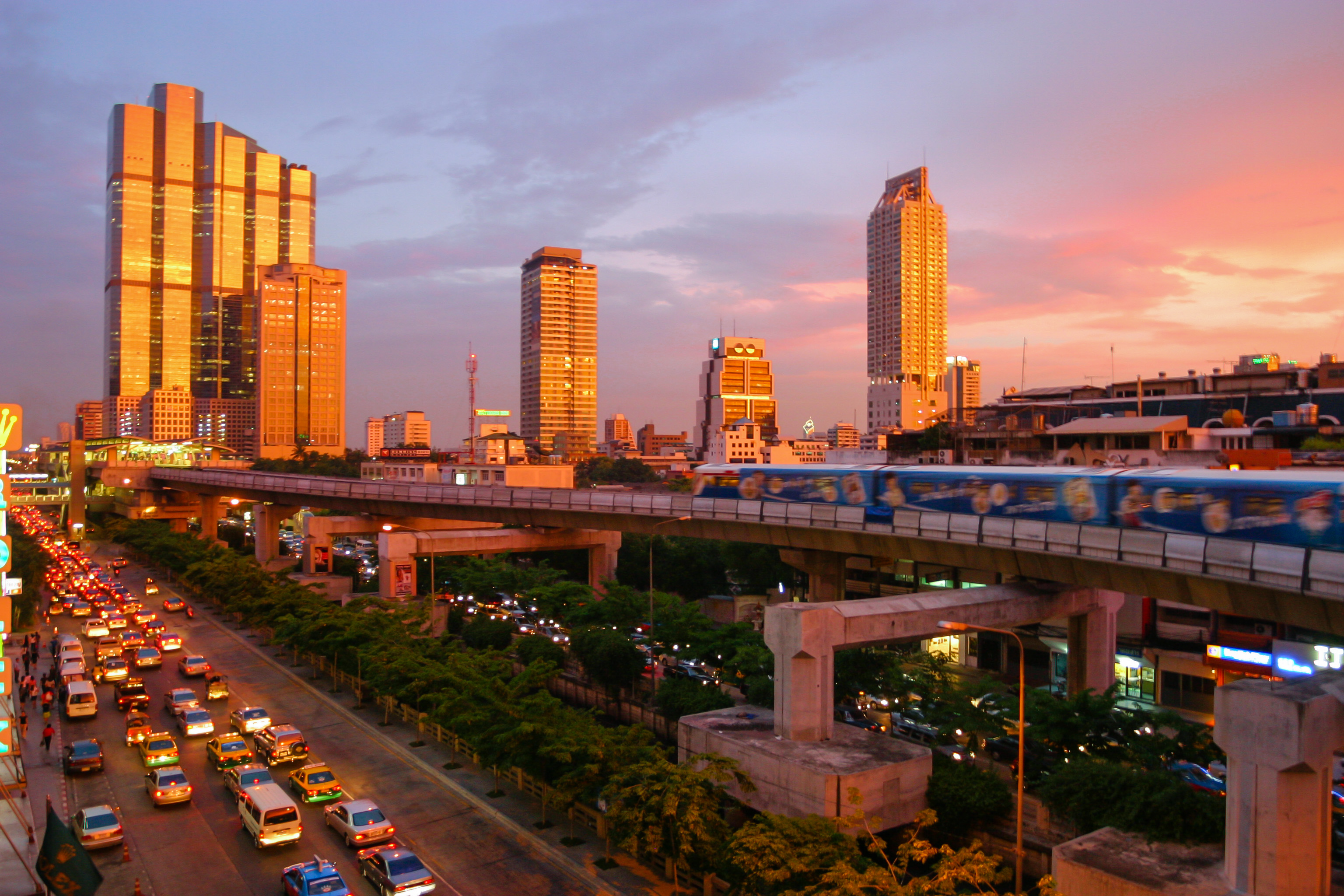
Öffentlicher Nahverkehr in Thailand (Bangkok Skytrain)

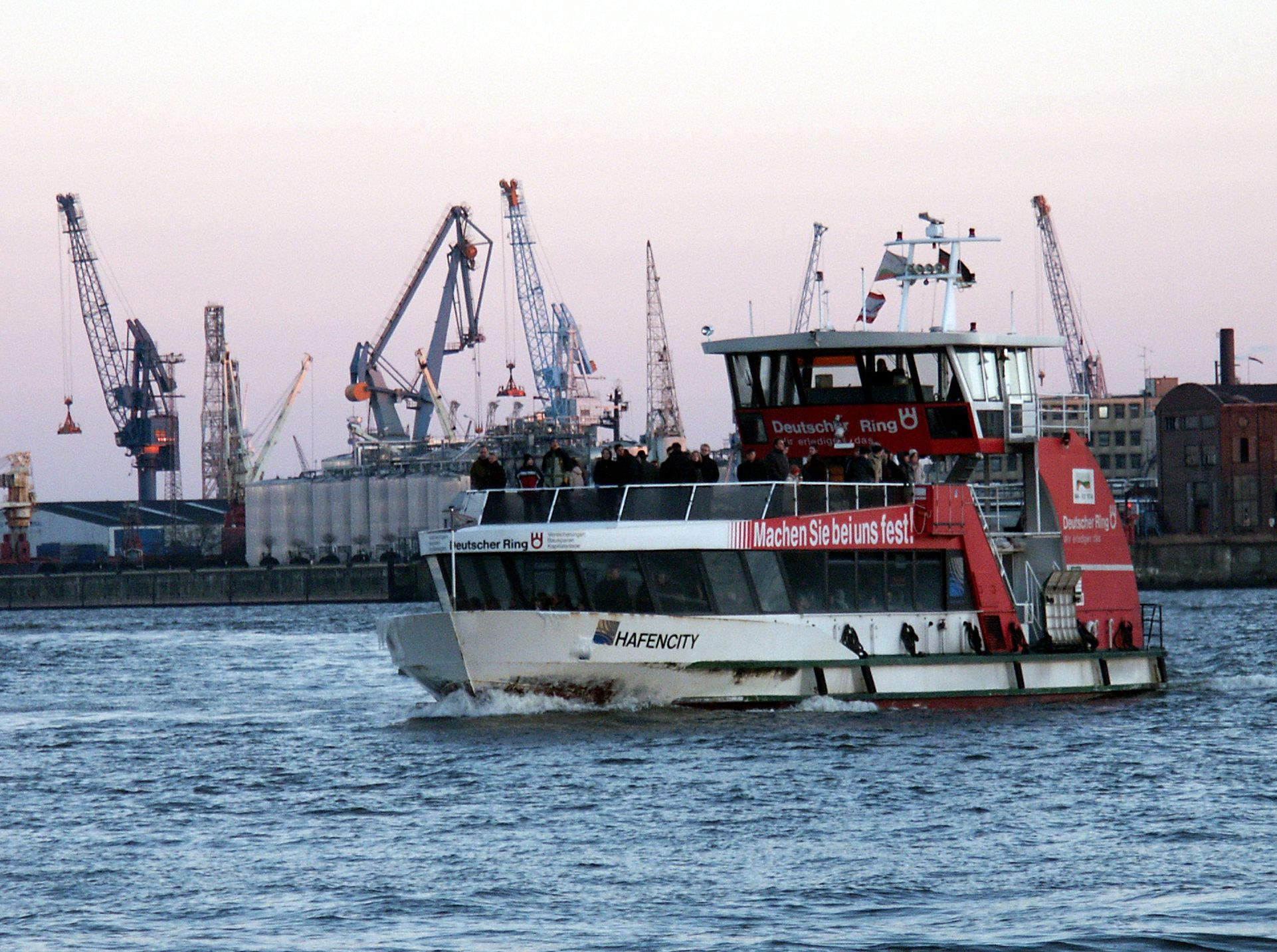
HADAG-Hafenfähre 62 in Hamburg

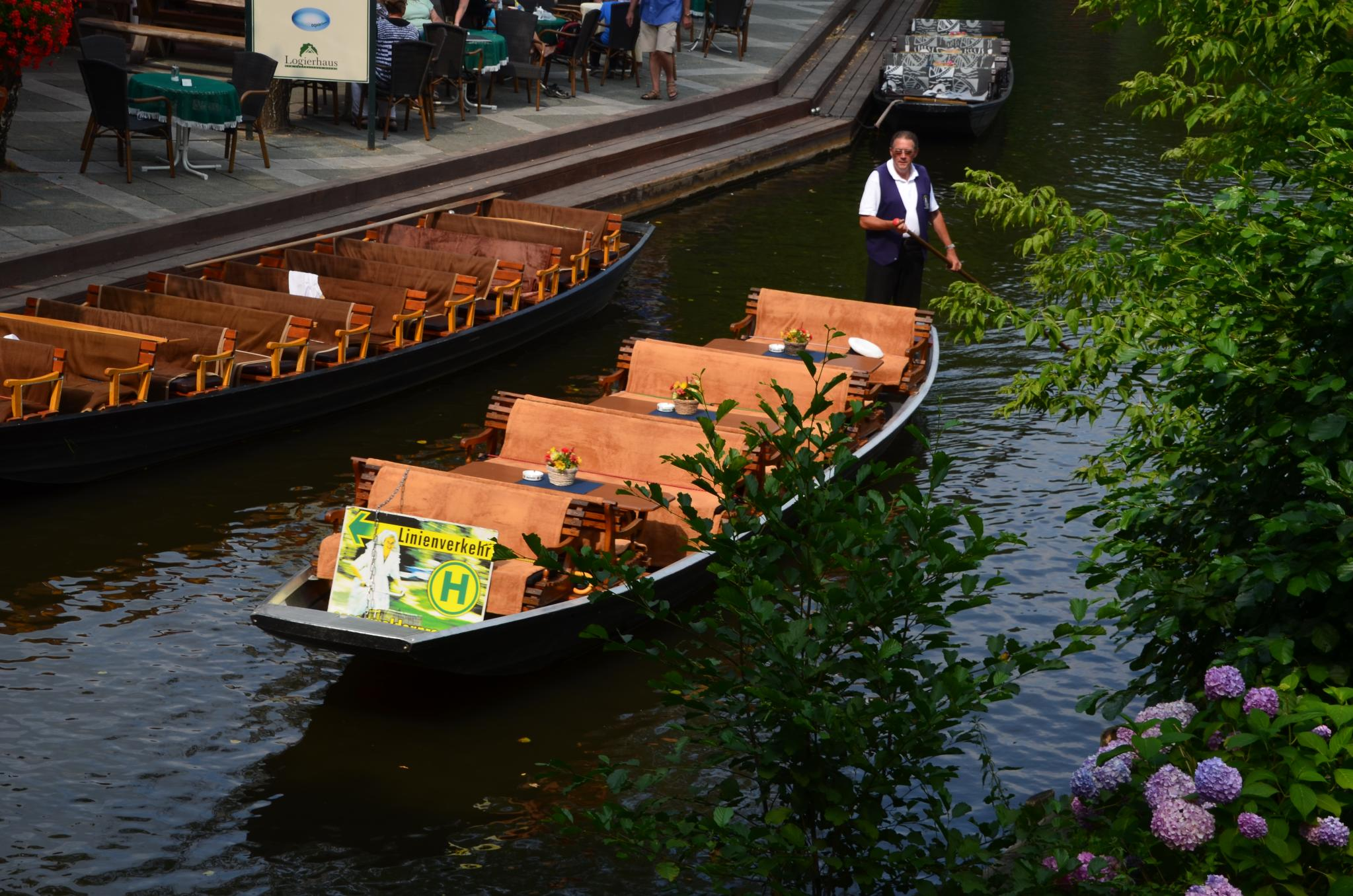
Linienverkehr mittels Kahn im Spreewald

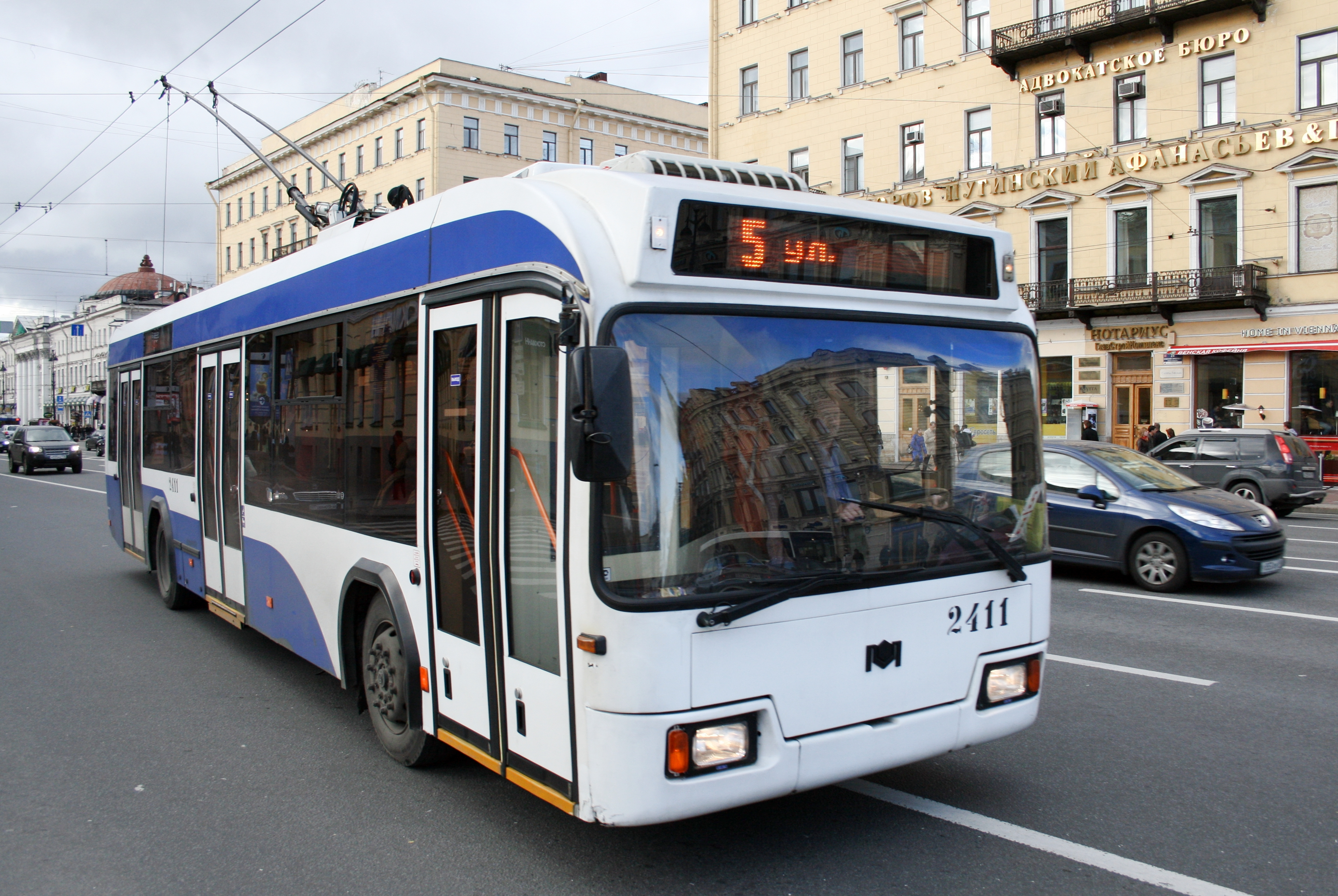
O-Bus auf dem Newski-Prospekt in Sankt Petersburg

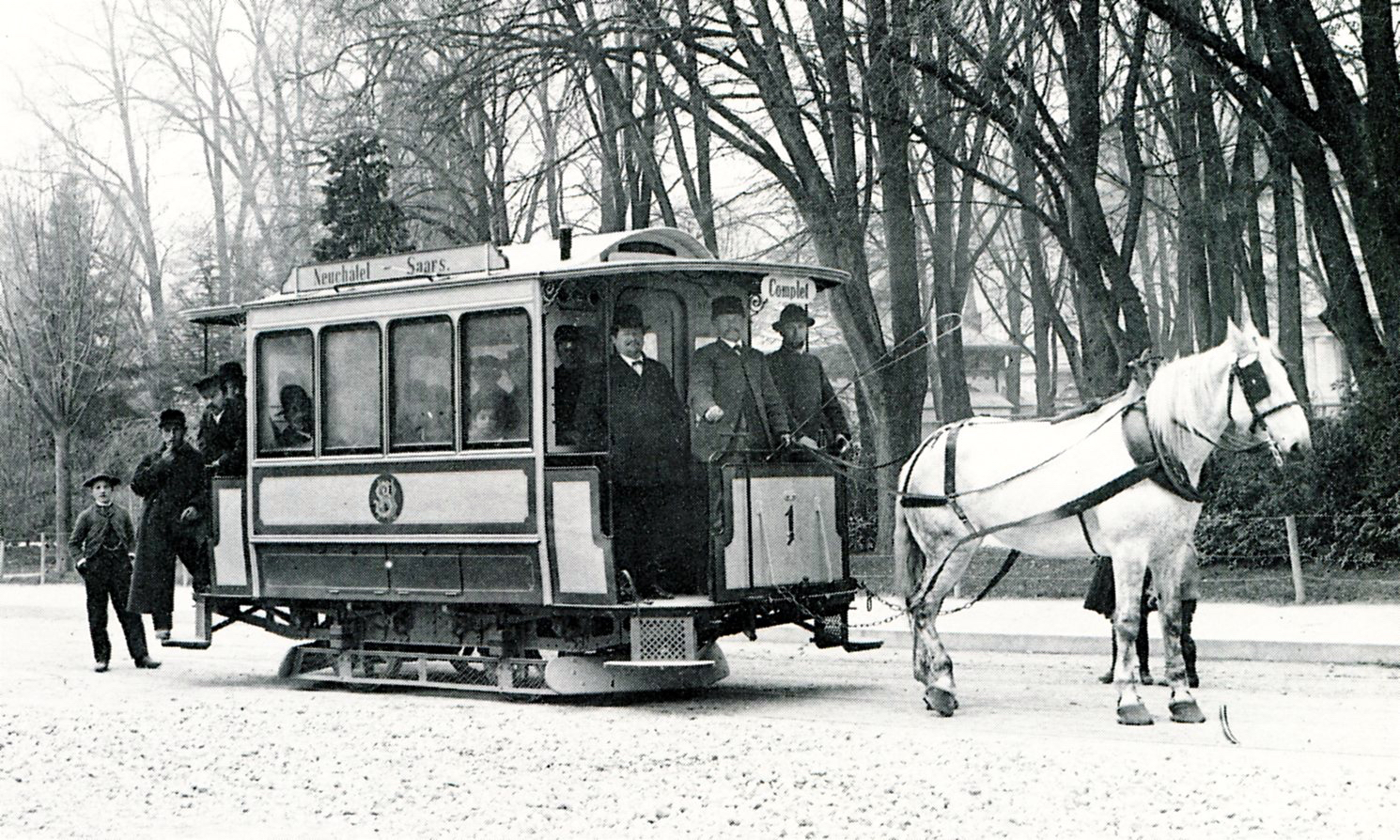
Pferdebahn in Neuenburg, 1894

Als öffentlicher Personennahverkehr (ÖPNV) wird der Personenverkehr als Teil des öffentlichen Verkehrs (ÖV) im Rahmen der Grundversorgung bzw. öffentlichen Daseinsvorsorge auf Straße, Schiene, Wasser und mittels Luftseilbahn bezeichnet. Daneben existieren auch Sonderformen des Linienverkehrs.
Die Verwendung des Begriffs „öffentlicher Personennahverkehr“ bezieht sich nicht nur auf den Nahverkehr, sondern auch auf den Regionalverkehr; er ist jeweils abzugrenzen vom Individualverkehr (nicht-öffentlich), Güterverkehr (nicht Personen-Transport) und Fernverkehr (im Gegensatz zum Nahverkehr).

## Geschichte

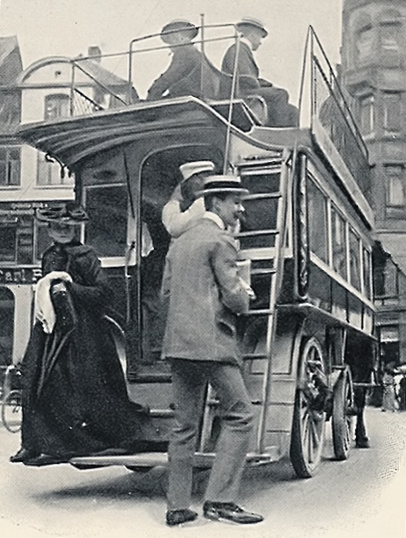
Pferdeomnibus in Kopenhagen (1907)

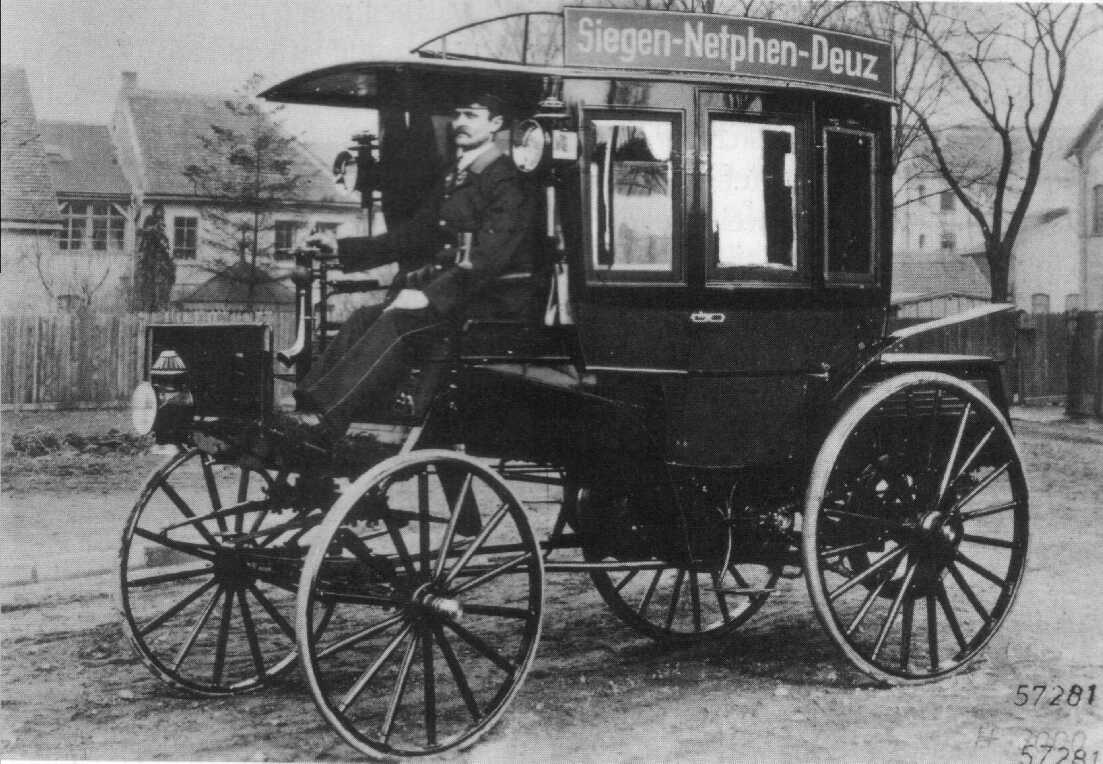
Erster Benzin-Omnibus der Welt

Zeichnung der Magnetschwebebahn in London, 1914

Der öffentliche Personennahverkehr hat historisch seine Wurzeln in regelmäßigen Fährverbindungen über Flüsse und Seen. Vorläufer des Taxitransports bedienten sich der Sänfte (Portechaise, die ab 1617 in Paris eingeführt wurde und sich von dort über ganz Europa verbreitete) und der Kutsche, sowie in Asien (teilweise bis heute) der Rikscha. In England wurde schließlich 1657 die erste Postkutschenlinie zwischen London und Chester in Betrieb genommen, als weltweit erstes öffentliches Nahverkehrssystem gelten die Carrosses à cinq sols, die ab 1662 in Paris gleich mehrere Linien bedienten.
Eine Reihe von Erfindungen vom Anfang des 19. Jahrhunderts bis zum Beginn des 20. Jahrhunderts bilden die technische Basis für den ÖPNV als Massentransportsystem:
- der Pferdeomnibus, im Gegensatz zu Kutschen oder Droschken von der breiten Bevölkerung zu nutzen (lat. omnibus = für alle)
- die Pferdebahn, insbesondere als Pferde-Straßenbahn genutzt, die durch das Rollen auf Schienen den Pferden die Arbeit erleichterte und den Fahrgästen das Rumpeln über Straßenpflaster ersparte
- Dampfmaschine
  - die Dampflokomotive, für Vorortzüge der Eisenbahn, auch zur Traktion bei Straßenbahnen und Untergrundbahnen (London 1863) zur Erschließung von Ballungsräumen
  - das Dampfschiff für regelmäßige Fahrten über Seen und Flüsse sowie in großen Häfen (z. B. Hamburger Hafen)
  - der Dampfomnibus, der insbesondere in England Furore machte, aber schon bald an Zulassungs- und Geschwindigkeitsbeschränkungen scheiterte
- Durch Wasserballast angetriebene Standseilbahnen (seit 1882)
- Elektrische Bahnen
  - die elektrische Straßenbahn, die das Halten von Pferden ersparte, die Geschwindigkeit steigerte und größere Wagen und Zugbildung ermöglichte
  - die elektrisch betriebene Hoch- und Untergrundbahn als Verkehrsmittel für große Fahrgastströme auf unabhängigen Trassen
  - elektrisch betriebene Triebwagen auf Eisenbahnstrecken im Nahbereich
- Gleislose Bahnen
  - der elektrisch betriebene Oberleitungsbus, der den Bau und die Unterhaltung des bei der Straßenbahn erforderlichen Gleises erspart
- Kraftomnibusse
  - der mit in Akkumulatoren gespeicherter Energie betriebene Batteriebus
  - der mit flüssigen oder gasförmigen Kraftstoffen betriebene Omnibus, der ab den 1930er Jahren mit Einsatz des Dieselmotors eine sehr weite Verbreitung erfährt
- die Magnetschwebebahn, die durch magnetische Kräfte in der Schwebe gehalten wird (seit 1914)

Der erste Linienbetrieb mit motorisierten Omnibussen in Deutschland wurde von der Netphener Omnibusgesellschaft im Jahre 1895 eingeführt.
In der zweiten Hälfte des 19. Jahrhunderts nahm der ÖPNV gewaltigen Aufschwung, als aufgrund der industriellen Revolution sich die Städte und Industrieregionen räumlich ausdehnten und die Bevölkerungsdichte zunahm. Die Entfernung zwischen Wohn- und Arbeitsplatz war nur noch durch stundenlange Fußwege oder mit dem Fahrrad zu überbrücken. Die Verkehrsträger reagierten darauf zunächst mit dem Ausbau der Pferdebahnen, ab 1890 begann der Siegeszug sowohl der elektrischen Straßenbahnen (Tram, Trambahn, Elektrische) als auch der elektrisch betriebenen U-Bahnen, wobei die letztere seit 1863 in London anfangs noch mit Dampflokomotiven fuhr. In Millionenstädten nahm der Verkehr allerdings so schnell zu, dass um 1900 Verkehrsstaus und Unzuverlässigkeiten den Straßenbahnen zu schaffen machten. Um die Leistungsfähigkeit des ÖPNV zu stärken, erhielten die Bahnen deshalb teilweise eigene Trassen über bzw. unter der Erdoberfläche (Hochbahn, U-Bahn, Metro und S-Bahn).
Neben den Pferdebahnen gab es damals auch weltweit mehr als einhundert mit menschlicher Muskelkraft betriebene Straßenbahnen. Am weitesten verbreitet war sie mit rund sechzig Betrieben im damals japanischen Taiwan. Die Shenten Straßenbahn fuhr dabei bis vor wenigen Jahren noch als Touristenattraktion. Weitere zwanzig solcher Bahnen gab es in Japan und Korea, 18 existierten in den damaligen europäischen Kolonien in Afrika, hauptsächlich im heutigen Mosambik.
Als sich Mitte der 1950er Jahre das Automobil in Europa zunehmend zum Massenverkehrsmittel entwickelte, sanken die Fahrgastzahlen im ÖPNV, eine Entwicklung, die in den USA bereits in den 1920er Jahren eingesetzt hatte. Die Verantwortlichen reagierten darauf zunächst durch Ausdünnung des Angebots und den Ersatz von Straßenbahnen durch Busse, da man diesen angesichts zunehmender Staus größere Flexibilität unterstellte. Die Straßenbahn galt vielfach zudem als veraltet und als Hindernis für den Kfz-Verkehr. Erst im Zuge der beginnenden Umweltdiskussion Anfang der 1970er Jahre wurde durch die Bildung von Verkehrsverbünden nach dem Motto „Verschiedene Verkehrsunternehmen, aber nur eine Fahrkarte“ und mit einer abgestimmten, unternehmensunabhängigen Fahrplangestaltung versucht, verlorenes Terrain zurückzugewinnen. Als erster Verkehrsverbund wurde im Jahre 1965 der Hamburger Verkehrsverbund (HVV) gegründet, der (nahezu) alle Nahverkehrsmittel des gesamten Stadtgebiets sowie vieler Randgemeinden umfasste. Deutschlands größter Verkehrsverbund ist der Verkehrsverbund Rhein-Ruhr (VRR) aus dem Jahre 1980. In der Schweiz war der Tarifverbund Nordwestschweiz (TNW) 1987 der erste Verbund. Andere Ballungsräume in Europa folgten. Der erste deutsche Bürgerbus nahm am 4. März 1985 im westfälischen Ahaus seinen Betrieb auf.

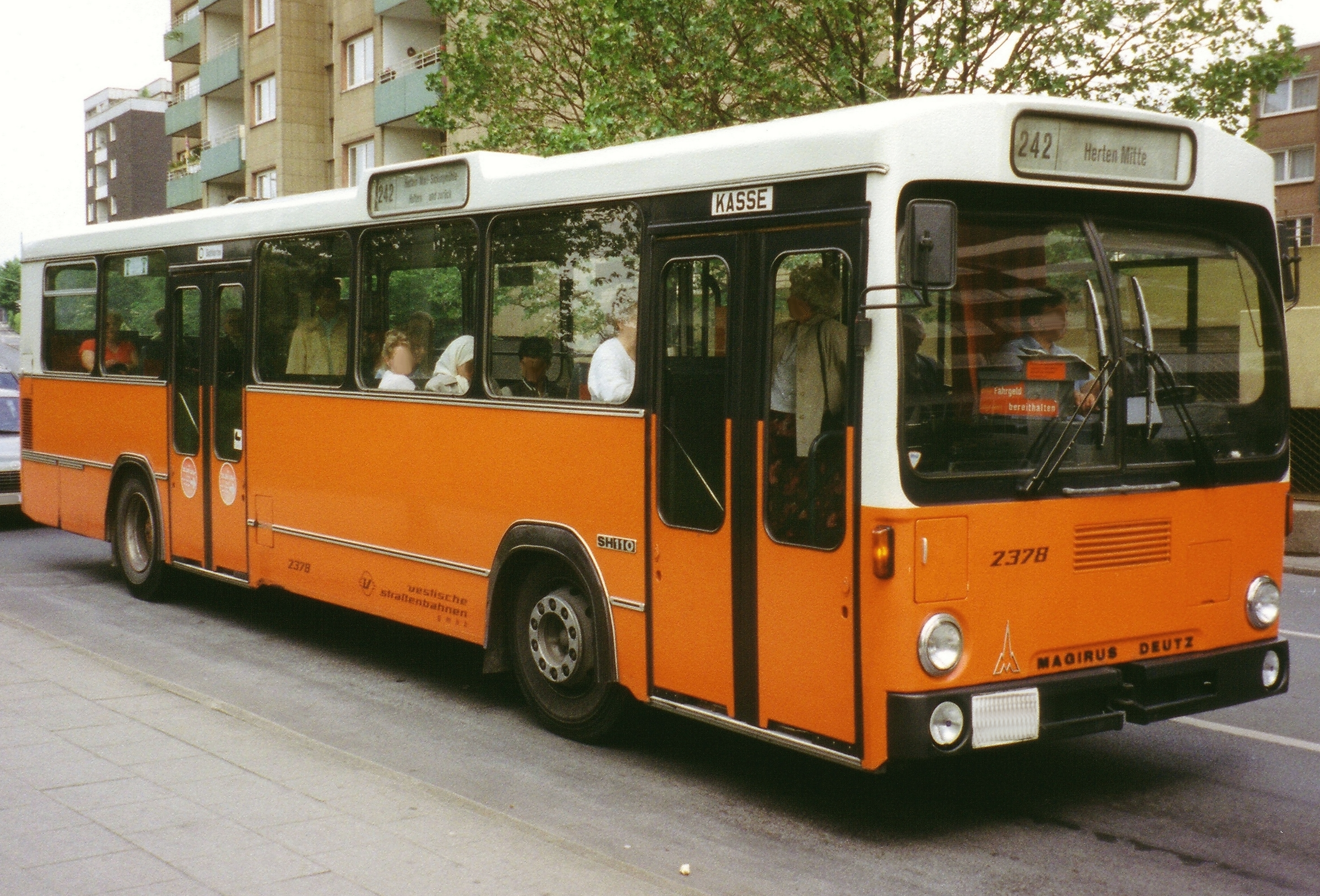
Standard-Linienbus von Magirus-Deutz im Stadtverkehr

Im Bereich Omnibusverkehr gilt der 1967 vorgestellte und dann bis ins 21. Jahrhundert das Straßenbild vieler Städte prägende Standard-Linienbus als Meilenstein der Entwicklung. Mit ihm wurde versucht, Betrieb, Wartung und Reparatur von Bussen in den öffentlichen Verkehrsbetrieben durch die Reduktion auf wenige standardisierte Bustypen zu vereinfachen. Seitdem haben öffentliche Stadtbusse ein kubisch-schlichtes Design.
Seit Anfang der 1990er Jahre sind in Deutschland die Bundesländer für den Nahverkehr verantwortlich. Sie selbst oder von ihnen beauftragte (z. B. Zweckverbände) sind Aufgabenträger für den schienengebundenen Nahverkehr (S-Bahnen und Regionalverkehr). Die Landkreise und kreisfreien Städte sind Aufgabenträger für den übrigen ÖPNV (Busse, Straßenbahnen, U-Bahnen). Zentrales Planwerk für den Nahverkehr sind die Nahverkehrspläne.
Zunehmend gibt es auch ÖPNV-Sonderformen.

## Beförderungsleistungen im Vergleich der Verkehrsmittel
Die verschiedenen im öffentlichen Personennahverkehr eingesetzten Verkehrsmittel weisen unterschiedliche maximale Beförderungskapazitäten auf. Die Beförderungsleistung hängt dabei stark von den Bedingungen ab, etwa eigenen Trassen für Straßenbahnen und Busse oder der Integration in den Individualverkehr.
| Verkehrsmittel                                 | Personen pro Stunde [ P/h ] |
| ---------------------------------------------- | --------------------------- |
| Straßenbahn auf eigener Trasse                 | 12.000–20.000               |
| Schnellbus optimiert, mit eigener Fahrspur     | 9.000                       |
| Standseilbahn 1                                | 8.000                       |
| Rollsteig                                      | 8.000                       |
| Schnellbus optimiert, ohne eigene Fahrspur     | 6.000                       |
| Schnellbus ohne eigene Fahrspur                | 4.000–6.300                 |
| Automated People Mover                         | 4.500                       |
| Dreiseilumlaufbahn                             | 3.000–6.000                 |
| Zweiseilumlaufbahn                             | 3.000–6.000                 |
| Straßenbahn zusammen mit dem Individualverkehr | 3.400–4.600                 |
| Funitel                                        | 3.200–4.000                 |
| Einseilumlaufbahn                              | 3.000–4.000                 |
| MiniMetro                                      | 3.000                       |
| Pendelbahnen 1                                 | 2.800                       |
| Omnibus                                        | 2.300                       |
| Gruppenpendelbahn 1                            | 600                         |
| Schrägaufzug 1                                 | 500                         |
| Gruppenumlaufseilbahn 1                        | 400                         |
| Taxi                                           | 4–8                         |

1 Bei allen Verkehrsmitteln im Pendelbetrieb, seien es Standseilbahnen, Pendelbahnen, Gruppenbahnen, Schrägaufzüge oder Aufzüge, ist die Beförderungsleistung von der Streckenlänge abhängig
Vergleiche zwischen den Beförderungskapazitäten verschiedener Verkehrsmittel sind nur statthaft, wenn die Zahlen unter den gleichen Bedingungen eruiert wurden. Die Beförderungsleistungen von Bus und Straßenbahn hängen wesentlich vom minimal möglichen zeitlichen Fahrzeugabstand ab. In der Kalkulation sind bei Straßenbahnen Zugfolgen von etwa 30 Sekunden möglich, in der Praxis wegen der Interaktion mit dem sonstigen Verkehr (Individualverkehr, Fußgänger) nicht.

## Bedeutung

### Soziale Bedeutung

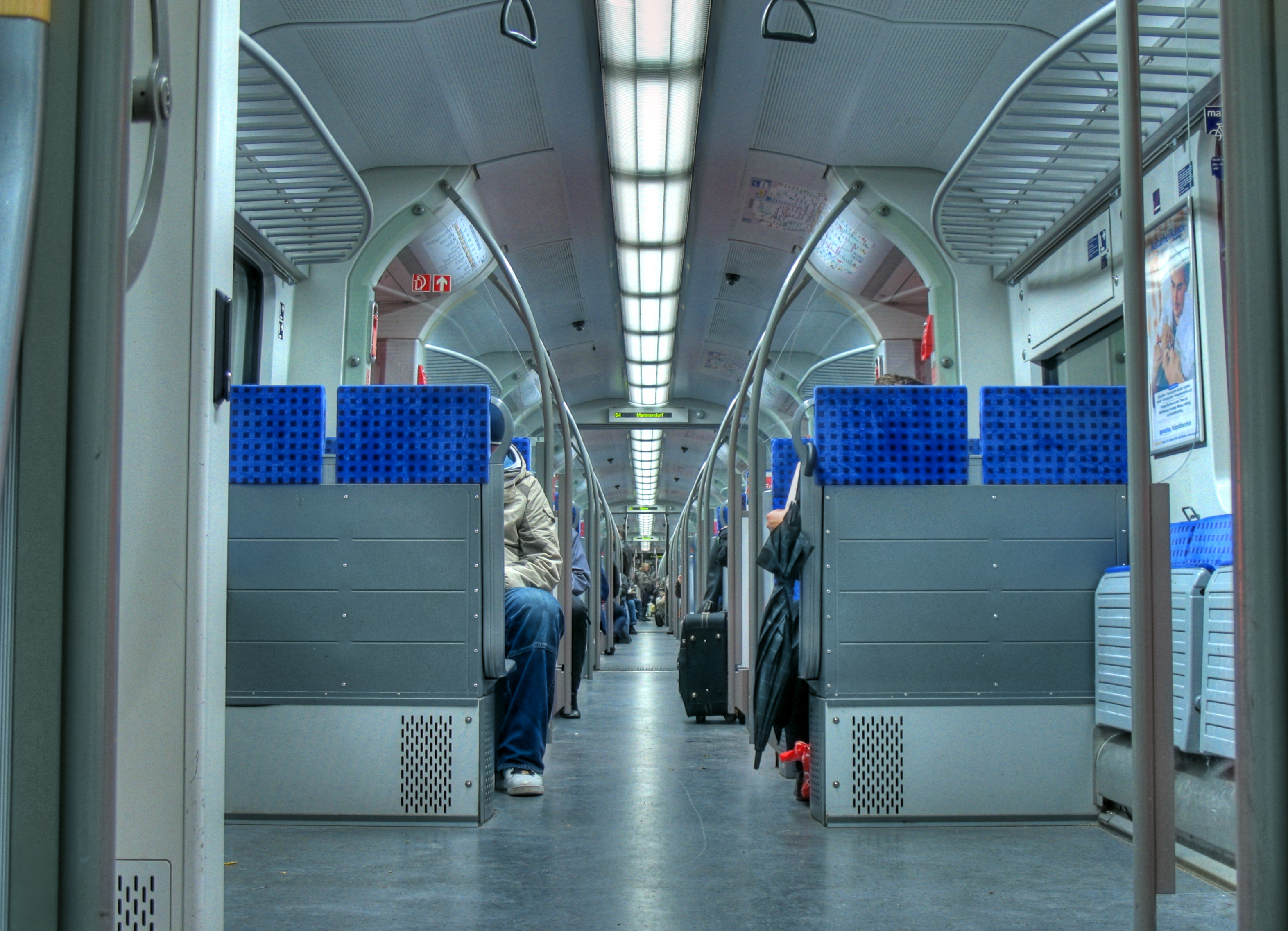
Münchner S-Bahn-Zug

Das Regionalisierungsgesetz der Bundesrepublik Deutschland vom 27. Dezember 1993 definiert die Sicherstellung einer ausreichenden Bedienung der Bevölkerung mit Verkehrsleistungen im öffentlichen Personennahverkehr als eine Aufgabe der grundgesetzlich verankerten Daseinsvorsorge. Die Nahverkehrsgesetze der Länder beschreiben diese Aufgabe näher, indem sie genauere Angaben zur Berücksichtigung bestimmter öffentlicher Ziele setzen. So fordern die meisten Landesgesetze die Berücksichtigung der Interessen von Senioren, Familien, die Anbindung sozial wichtiger Ziele und die Verbindung zu den Mittel- und Oberzentren. Zur Sicherstellung der Mobilität der Bürger ist er nach wie vor von großer Bedeutung, ÖPNV wird dabei häufig als zu teuer angesehen. Stand in früherer Zeit die Aufgabe im Vordergrund, überhaupt Verkehr zu ermöglichen, wird heute oft nur die „dienende“ Funktion des öffentlichen Personennahverkehrs in den Ballungsräumen im Gegensatz zum Motorisierten Individualverkehr (MIV) und bei der Entlastung der Umwelt von Schadstoffen betont. Infolge von Privatisierungen wird der ÖPNV zu einer marktwirtschaftlich ausgerichteten Dienstleistung, wodurch finanzielle Ausgleichszahlungen der öffentlichen Hand als Teil der Grundversorgung wegfallen.
In grenzüberschreitenden Agglomerationen nimmt der ÖPNV einen höheren Stellenwert als der MIV ein. Die komplexen gesetzlichen Rahmenbedingungen führen jedoch zu einem geringeren Angebot. Öffentlicher Nahverkehr ist dabei ein Integrations-Katalysator, weil er dem integrationsfördernden Kontakt der Menschen über Staatsgrenzen hinweg dient.

#### ÖPNV und Migration
Für Ausländer ist die Nutzung des öffentlichen Personenverkehrs von Bedeutung für die Integration. Beispielsweise zeigte eine Studie auf, dass Migranten in Wien überproportional häufig am Öffentlichen Nahverkehr teilnehmen und im Vergleich zu Einheimischen weniger häufig – als Lenker oder Beifahrer – das Auto benutzen. Auch in Deutschland gehen Personen mit Migrationshintergrund überproportional häufig zu Fuß oder nutzen den Öffentlichen Nahverkehr, und sie fahren seltener mit dem PKW als Deutsche ohne Migrationshintergrund.

#### ÖPNV und Armut

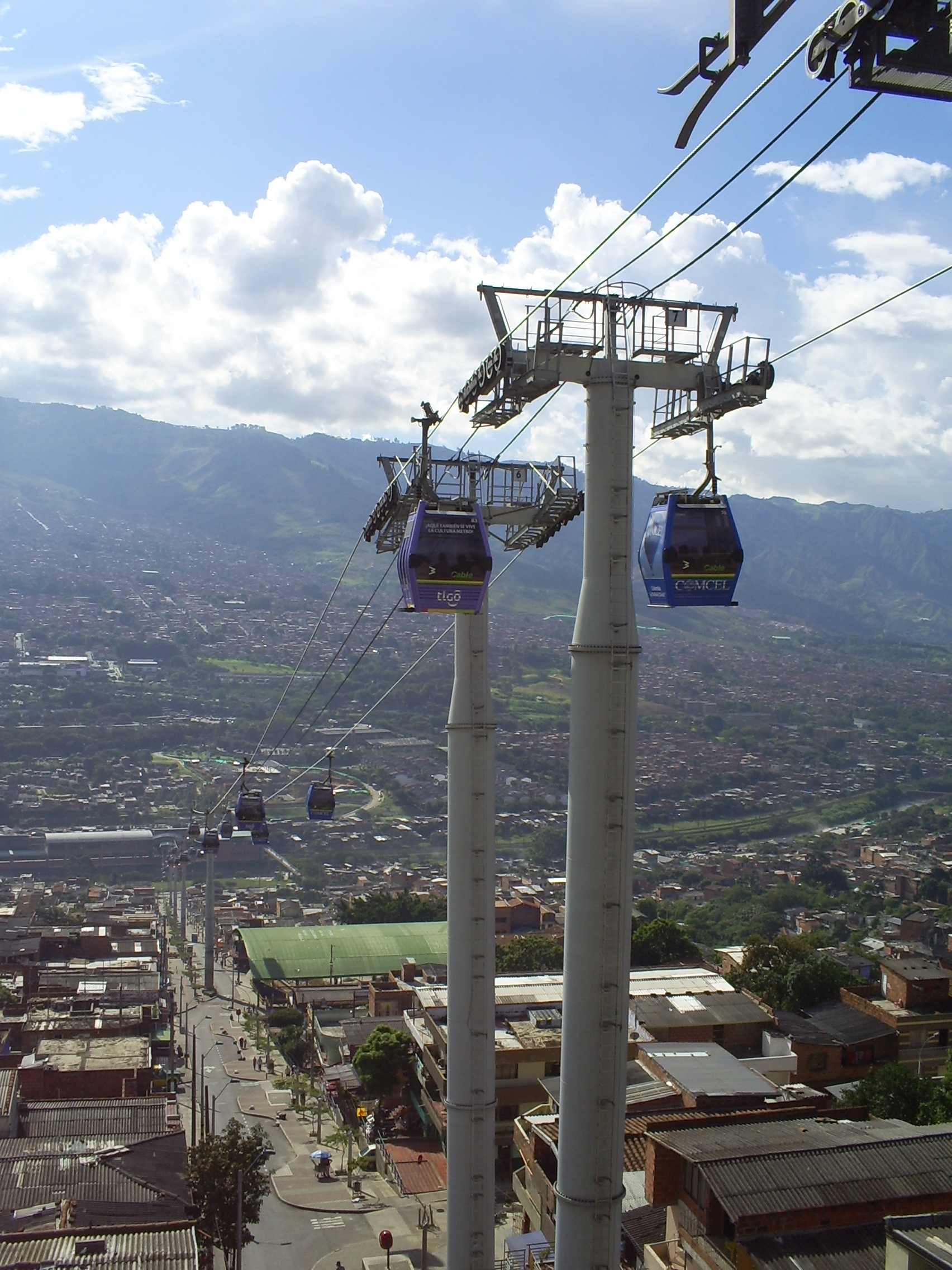
Metro Cable in Medellín

Arme und besonders Frauen im informellen Sektor (ungeregelte Arbeit, wildes Wohnen), die notwendigerweise auf mehrere Einkommensquellen an verschiedenen Orten und zu verschiedenen Zeiten angewiesen sind, benötigen ein flexibles und flächendeckendes ÖPNV-System auch außerhalb der Hauptverkehrszeiten. Da es diese Systeme in den Armenvierteln der peripheren Stadtrandzonen nicht gibt (rund ein Achtel der Weltbevölkerung lebt in Elendsvierteln) und dieser Personenkreis nur über ein geringes Haushaltseinkommen verfügt, müssen diese Personen lange Fußwege oder häufiges Umsteigen auf sich nehmen. Bei großen Reiseentfernungen sind Reisezeiten von teilweise über drei Stunden am Tag (mehr als 50 % aller Fahrten in Bogota) bzw. mehr als fünf Stunden am Tag (10 % der Arbeiter in Mexiko) üblich.
Ab 2004 wurden in einigen südamerikanischen Metropolen vermehrt auf Hügeln gelegene Stadtviertel durch Seilbahnen mit mehreren Zwischenstationen erschlossen und in die Seilbahnstationen öffentliche Einrichtungen wie Bibliotheken, freie Internet-Zugänge und Ambulanzen eingerichtet. Die Seilbahnen verkürzen die Fahrzeiten zur nächsten Metro-Station erheblich und die Armenviertel wurden „geöffnet“ und aufgewertet.
In vielen Städten und Megastädten mit entsprechend hoher Verkehrsnachfrage werden Nahverkehrsleistungen auch durch Privatunternehmen (zum Teil des informellen Sektors) ohne jegliche staatliche Einflussnahme angeboten, die ohne öffentliche Zuschüsse auskommen (siehe dazu bedarfsorientierter ÖPNV).

### Wirtschaftliche und ökologische Bedeutung
Der ÖPNV ist der wichtigste Anbieter auf dem Verkehrsmarkt, wobei der Modal Split auch Substitutionsgüter bereithält.
Zwei wichtige Vorteile des ÖPNV im Vergleich zum MIV sind dessen höhere Kapazität und der geringere Flächenverbrauch. In Städten, die über einen gut ausgebauten ÖPNV verfügen, kann der Anteil der Wege, die mit dem Kraftfahrzeug zurückgelegt werden, weniger als 50 % betragen. In Wien werden zum Beispiel 65 % der Wege entweder mit „Öffentlichen“, mit dem Fahrrad oder zu Fuß zurückgelegt. Während die durchschnittliche Belegung eines Pkw nur 1,3 Personen (26 %) und die Nutzungsdauer eines Pkw pro Tag im Schnitt eine Stunde beträgt, sind U-Bahnen und Straßenbahnen täglich bis zu 20 Stunden im Einsatz. Die Auslastung liegt während der gesamten Betriebszeit durchschnittlich bei rund 30 % und somit höher als beim MIV. Der spezifische Energieverbrauch und die spezifische Schadstoffemission pro Fahrgast sind deutlich geringer als beim MIV. Ein gut besetzter Linienbus verursacht pro Fahrgast nur etwa 10–25 % der Treibhausgas-Emissionen eines gut besetzten Autos und nimmt obendrein erheblich weniger Straßenraum in Anspruch. Hinzu kommt beim MIV noch der Flächenverbrauch für den ruhenden Verkehr (Parken), der sehr hoch ist und oft bei vergleichenden Betrachtungen nicht berücksichtigt wird.

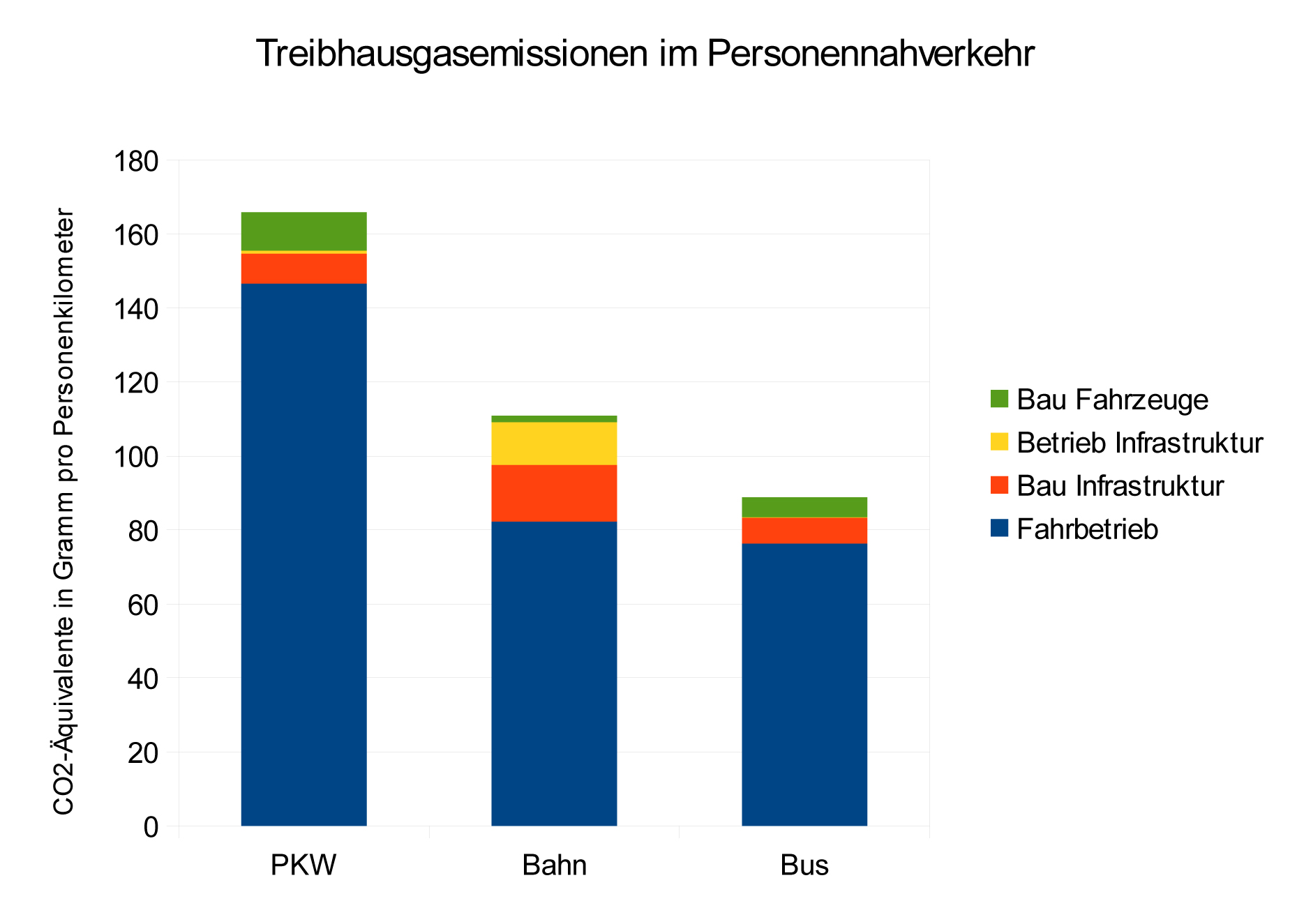
Vergleich der Verkehrsmittel in Bezug auf die Treibhausgasemission unter Berücksichtigung der Infrastruktur im Personennahverkehr

Im Vergleich der motorisierten Verkehrsmittel in Bezug auf die Treibhausgasemission schneidet der Bus am besten ab, vorausgesetzt, er ist gut ausgelastet. Vorteilhaft dabei ist auch, dass er in weiten Teilen die gleiche Infrastruktur nutzt, wie der PKW. Auffällig ist der hohe Anteil für Bau und Unterhalt der Infrastruktur beim Schienenverkehr. Dennoch sind die Emissionen auch hier niedriger als beim PKW.
Eine Option, in bestimmten Fällen die Treibhausgasemission zu senken, ist der On-Demand-Verkehr. An Orten und zu Zeiten mit geringer Auslastung von Linienbussen können kleine Fahrzeuge, die flexibel auf Bestellung fahren, zur Verminderung der Umweltbelastung beitragen.
Die Einwohnermobilität in „Autostädten“ (nach amerikanischem Vorbild) ist volkswirtschaftlich gesehen etwa doppelt so teuer wie in Städten mit stark ausgebautem ÖPNV.
In den Alpen gibt es diverse Ortschaften, die „autofrei“ sind und ausschließlich per Öffentlichem Verkehr erreicht werden können. Prominente Vertreter in der Schweiz sind Wengen im Berner Oberland und Zermatt im Kanton Wallis.

#### Bedienungsstandards
Die Attraktivität bzw. die Qualität des Verkehrsangebotes ist eng mit dem Bedienungsstandard verbunden. Dabei handelt es sich um die Summe von Merkmalen einer Verkehrsbedienung durch öffentlichen Personennahverkehr. Zu diesen Merkmalen zählen Erschließungs- und Verbindungsqualitäten sowie die Verbindungshäufigkeiten und der Fahrzeugkomfort.
Kennzeichnend für einen hohen Bedienungsstandard sind häufige Fahrtenfolgen mit modernen Fahrzeugen sowie geringe Warte- und Umsteigezeiten an attraktiven Haltestellen (→Verknüpfungspunkt).

### Kulturelle Bedeutung

#### Deutschland

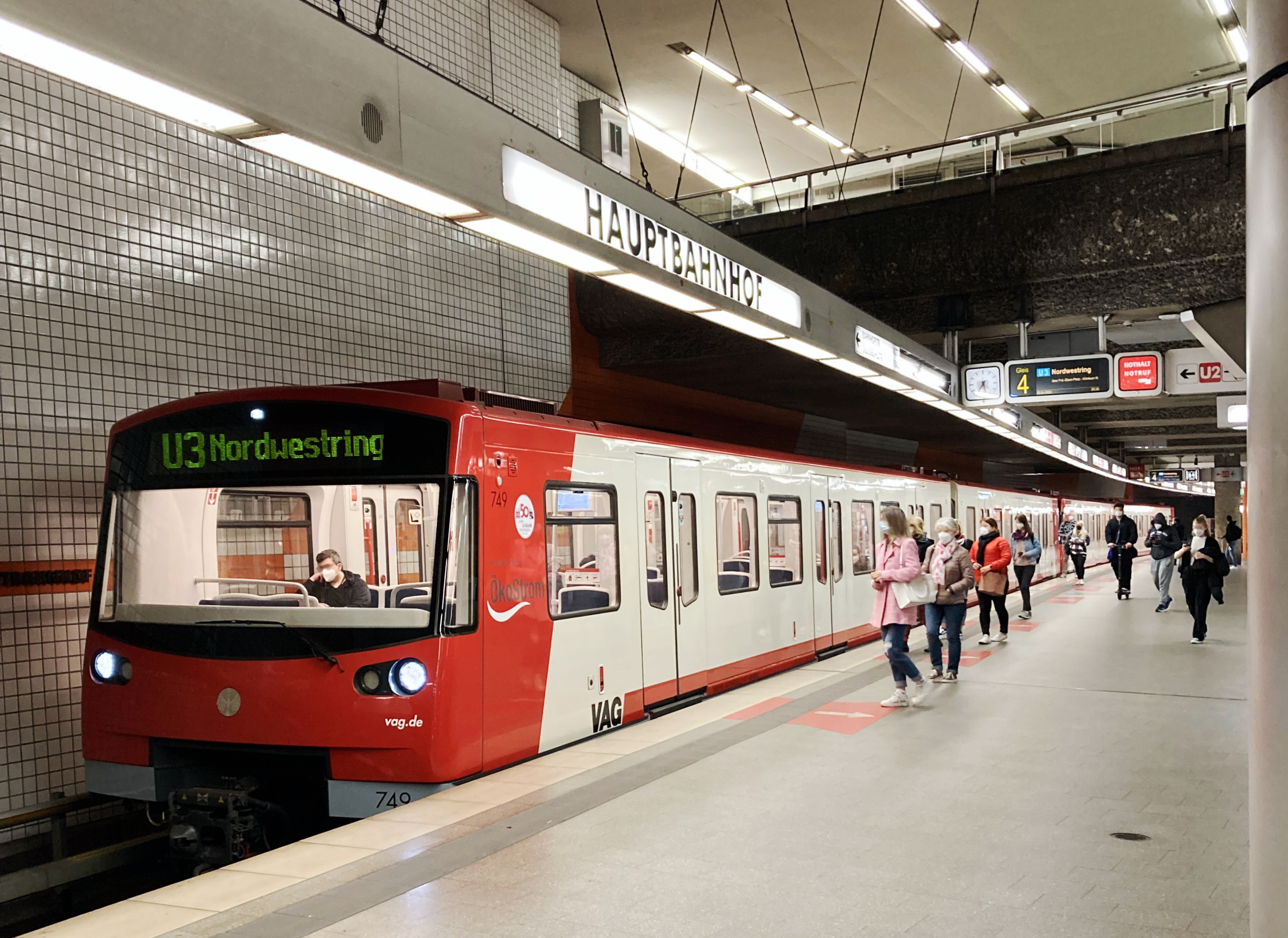
Führerlose U-Bahn in Nürnberg

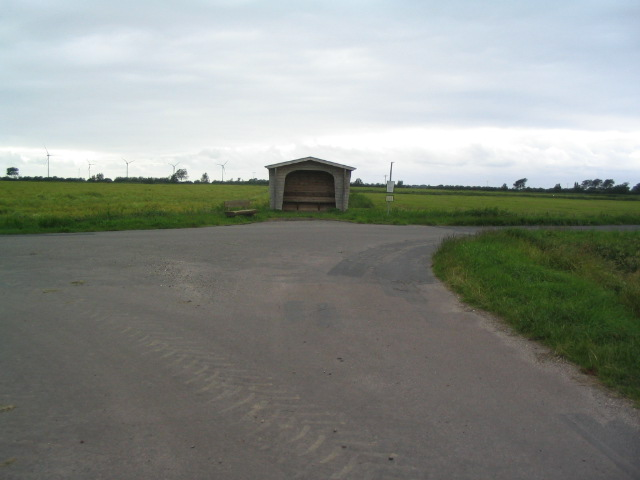
ÖPNV im ländlichen Raum, Bushaltestelle in Trollebüll (Nordfriesland)

Manche Einrichtungen des ÖPNV haben aufgrund ihrer technischen Besonderheiten den Status von Touristenattraktionen. Hier ist in Deutschland in erster Linie die Wuppertaler Schwebebahn zu nennen. An ihrer westlichen Endstation befindet sich in der Rubensstraße eine Haltestelle des Solinger Oberleitungsbusses, der von dort unter anderem zum Bahnhof Solingen Mitte fährt. Mit Umstieg in den Müngstener über die höchste Eisenbahnbrücke Deutschlands wird via Remscheid Wuppertal-Oberbarmen erreicht. Gegenüber ist das östliche Ende der Schwebebahn. Weitere interessante Anlagen sind neben der Stuttgarter Zacke als einziger Zahnradbahn im Alltagsbetrieb die Dresdner Bergbahnen, die H-Bahn Dortmund, der SkyTrain am Flughafen Düsseldorf, die Stadtbahnbögen der Berliner S- und U-Bahn. Letztere bietet naturgemäß nur Aussicht auf Hochbahnabschnitten – ist darüber hinaus aber wegen des Cabriowagens für Berlintouristen interessant. In dieser Stadt gibt es auch eine besondere Fähre, außerdem überquert die Fährlinie F10 den Wannsee. Nahe am Wasser ist die Schmöckwitz–Grünauer Uferbahn am Rande der Hauptstadt unterwegs. Außerdem sind Berliner Doppeldecker, speziell die Linie 100 für Touristen bedeutsam. Ferner ist die U-Bahn Hamburg am dortigen Hafen (St. Pauli-Landungsbrücken) bemerkenswert. Die Fähren der HADAG können hier zum Verbundtarif genutzt werden. Weitere besondere Verkehrsmittel sind die Standseil- und Seilschwebebahnen sowie die Inselbahnen auf Borkum, Langeoog, Spiekeroog (hier als Museumspferdebahn, wie auch in Döbeln) und Wangerooge. In der damaligen Kulturhauptstadt Essen fährt auch heute die Kulturlinie 107 mit entsprechendem Informationsschwerpunkt. Ein ähnliches Konzept wird bei der Straßenbahn Dresden verfolgt. Darüber hinaus gibt es eine Vielzahl landschaftlich schöner Abschnitte wie die linke und rechte Rheinstrecke zwischen Mainz bzw. Wiesbaden und Koblenz, die Odenwaldbahn nach Eberbach am Neckar oder die Schwarzwaldbahn Offenburg–Konstanz. Eine Nordseequerung bietet der Hindenburgdamm nach Sylt, über den Strelasund führt der Rügendamm; ferner viele Museums- und Schmalspurbahnen (z. B. Sauschwänzlebahn, Öchsle oder Harzquer- und Brockenbahn). In den bayerischen Alpen kann das Kehlsteinhaus bei Berchtesgaden auf der Straße ausschließlich mit einem Linienbus erreicht werden. Vergleichbar ist die Wendelsteinlinie, welche auf einem Bus-Rundkurs im Bereich des gleichnamigen Berges unterwegs ist. Die Außerfernbahn führt durch eine spektakuläre Landschaft von Kempten (Allgäu) über Reutte in Tirol nach Garmisch-Partenkirchen, wo Anschluss zur Mittenwaldbahn oder zur Bayerischen Zugspitzbahn besteht.
Eisenbahnen und Straßenbahnen werden verschiedentlich museal dargestellt.
Nicht zuletzt fallen manche Stationen in architektonischer Hinsicht auf, so beim Hundertwasser-Bahnhof Uelzen oder bei einigen Halten der U-Bahnen in Nürnberg oder München und es gibt zahlreiche Beispiele für die Nutzung als Kulturbahnhof.

#### Österreich

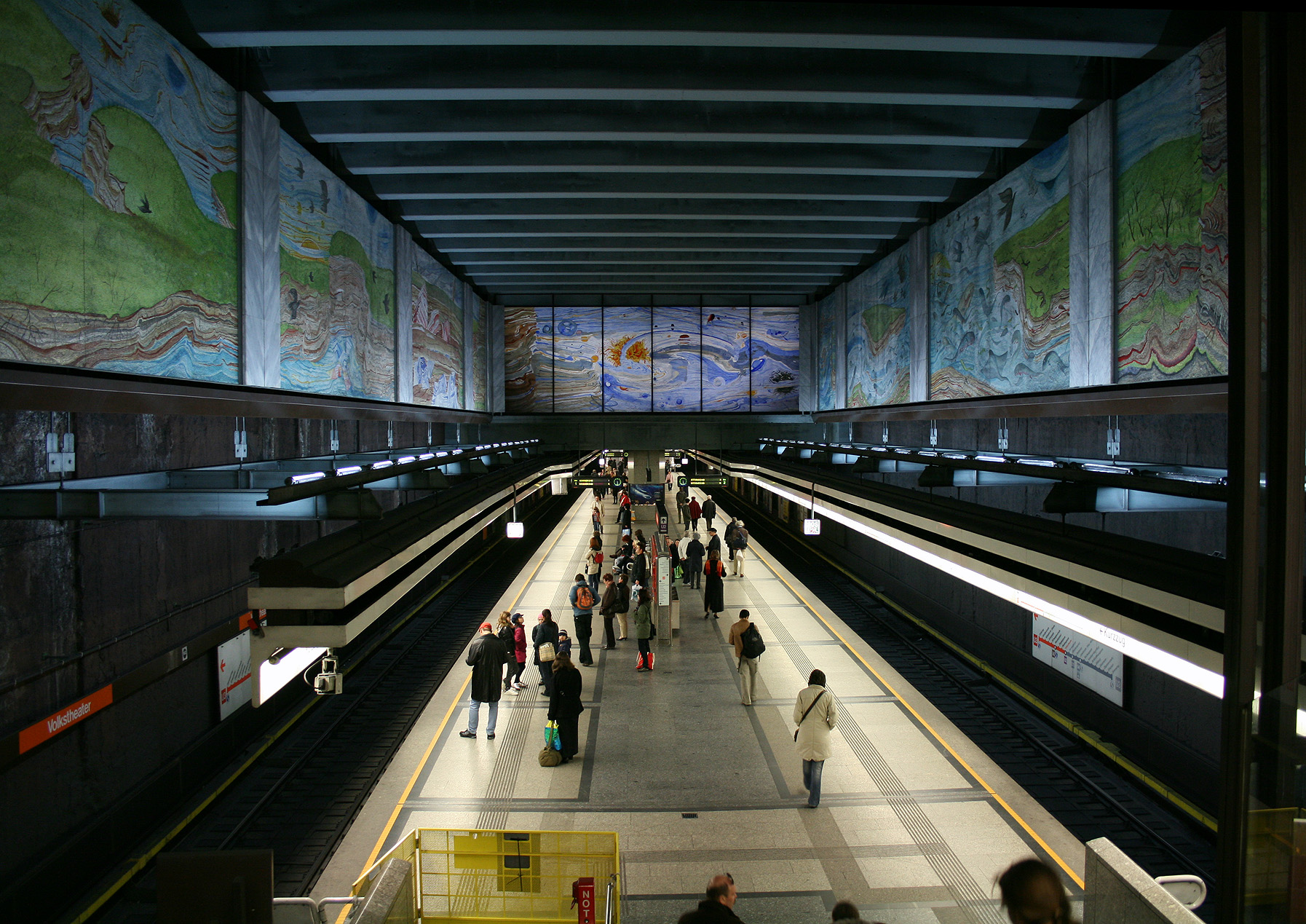
Kunst in der Station Volkstheater (Mosaik-Glasfries von Anton Lehmden) der Wiener U-Bahn

In Wien ist vor allem die ehemalige Wiener Dampfstadtbahn mit den architektonischen Bauten von Otto Wagner zu nennen, aus der 1925 die Wiener Elektrische Stadtbahn hervorging. Auf den einstigen Stadtbahnstrecken fahren heute die U-Bahn-Linien U4 und U6 der Wiener Linien sowie die S45 der ÖBB. Am Gürtel befährt die U6 die denkmalgeschützten Stadtbahnbögen. Auch die alten Stationen blieben nach dem Umbau von der Stadtbahn zur U-Bahn im architektonischen Stil Otto Wagners erhalten. Der Heiligenstädter Ast, der früher von der Stadtbahnlinie G befahren wurde, ist heute stillgelegt. Die Bögen unterhalb der U6 sind an verschiedene Lokale und Geschäfte vermietet. Auf der an der Wientallinie (heutige U4) der Wiener Stadtbahn gelegenen Station Karlsplatz befindet sich auch heute noch der oberirdische Bau der Station, ebenfalls vom Architekten Otto Wagner.
Auf der Linie U3, die auch als „Kulturlinie“ vermarktet wird, befinden sich zahlreiche künstlerisch gestaltete Stationen, wobei besonders die Station am Volkstheater, auf der die Linie U2 gekreuzt wird, mit einer Kunstmalerei zu erwähnen ist. Beim Bau der Wiener U-Bahn wurde am Stephansplatz die unterirdisch gelegene Virgilkapelle gefunden, welche heute durch ein Schauglas aus dem oberen Teil der gleichnamigen U-Bahn-Station zu sehen und von dieser aus zugänglich ist.
In Tirol sind vor allem die Stubaitalbahn und die Innsbrucker Mittelgebirgsbahn aufgrund der von ihnen erschlossenen Ausflugsgebiete über die Region hinaus bekannt.

#### International

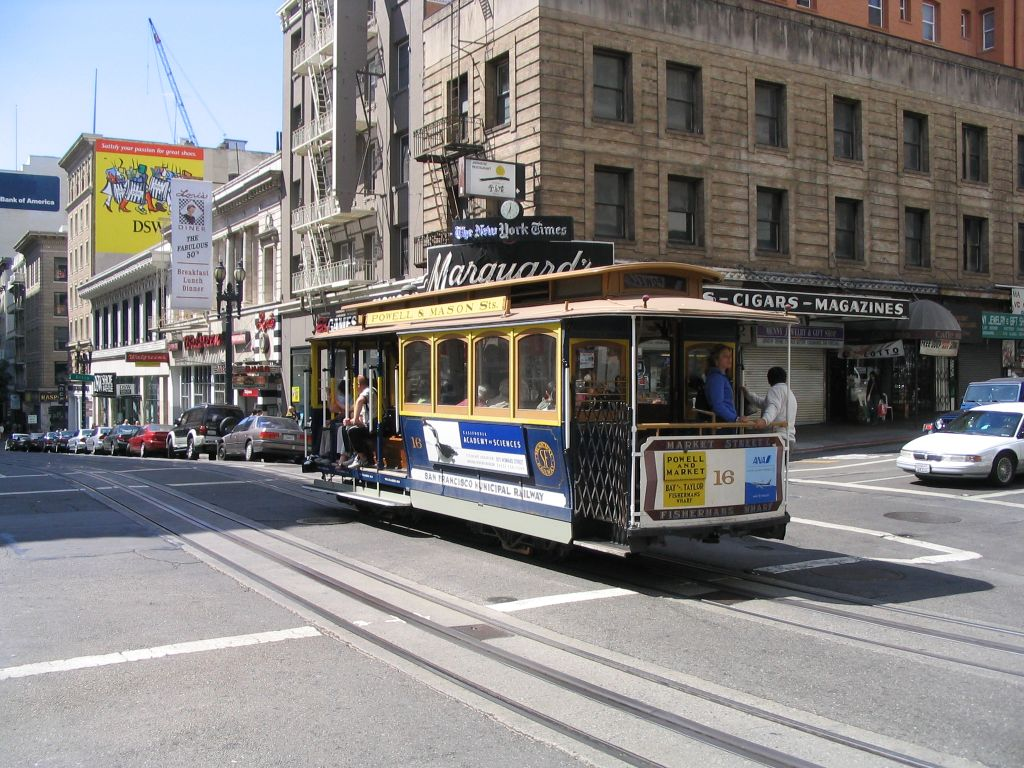
Cable Car in San Francisco

Internationale und als Touristenattraktionen bekannte ÖPNV-Angebote sind etwa die Vaporetti in Venedig, die Routemaster-Doppeldecker in London, die zahlreichen Schiffslinien auf dem Bosporus zur Verbindung der verschiedenen Stadtteile und Vororte von Istanbul, die Cable Cars in San Francisco, die Straßenbahn von Lissabon, die Stationen der Moskauer Metro oder die Kusttram an der belgischen Nordseeküste. Ebenso können auch Luftseilbahnen Teil des innerstädtischen ÖPNV sein.

### Probleme
Für Personen, die öffentliche Verkehrsmittel selten benutzen, können Fahrpläne oder unbekannte Abfahrtszeiten und schwer bedienbare Fahrausweisautomaten Hemmschwellen darstellen, vom Auto zum öffentlichen Verkehr zu wechseln. Da bei öffentlichen Verkehrsmitteln nur sehr eingeschränkt Mindestabstände zu anderen Nutzern gewährleistet werden können, führte die befürchtete Ansteckungsgefahr während der COVID-19-Pandemie zur Einführung einer bundesweiten Pflicht zum Tragen von Schutzmasken in öffentlichen Verkehrsmitteln sowie zum Umstieg zahlreicher Nutzer des öffentlichen Personennahverkehrs auf Verkehrsmittel des Individualverkehrs. Bei Erkältungskrankheiten ergab eine 2011 veröffentlichte Studie der Universität Nottingham (Großbritannien) eine im Vergleich zum Individualverkehr fast sechsfach höhere Ansteckungsgefahr in Bussen und Bahnen.

## Rechtsgrundlagen und Angebotsformen

### Europarecht
Auf europäischer Ebene ist die Finanzierung des ÖPNV in der Verordnung (EU) Nr. 1370/2007 vom 23. Oktober 2007 geregelt. Der Verabschiedung dieser Verordnung ging eine längere Entwicklung und Diskussion voraus, vor allem in denjenigen Mitgliedsstaaten, in denen der ÖPNV in hohem Maße von kommunalen oder staatlichen Unternehmen erbracht wird, so in Deutschland und Österreich. Auf europäischer Ebene regelte lange Zeit die Verordnung (EWG) 1191/69 des Rates vom 26. Juni 1969 über das Vorgehen der Mitgliedstaaten bei mit dem Begriff des öffentlichen Dienstes verbundenen Verpflichtungen auf dem Gebiet des Eisenbahn-, Straßen- und Binnenschiffsverkehrs die Durchführung des öffentlichen Nahverkehrs. Die Inhalte und vor allem die juristische Auslegung dieser Verordnung waren gerade in Deutschland stark umstritten. Am 23. Oktober 2007 wurde die neue Verordnung 1370/2007 beschlossen, die die Verordnung 1191/69 ablöst. Die neue Verordnung ist am 3. Dezember 2009 in Kraft getreten.
Der Streit in Deutschland im Rahmen der alten Verordnung 1191/69 ging vor allem um die Frage, inwieweit die Finanzierung des ÖPNV über öffentliche Mittel, die direkt und ohne Rechtsanspruch an bestimmte Unternehmen gezahlt werden, gegen jene Verordnung verstößt. Ausgenommen – aber durchaus auch umstritten – waren davon die oben erwähnten Fahrgeldsurrogate, da auf diese jedes Verkehrsleistungen erbringende Unternehmen einen Rechtsanspruch hat, soweit es entsprechende Beförderungsleistungen nachweist. Ausgelöst durch einen Streit um Linienkonzessionen in der Altmark erging nach dem Gang durch die Instanzen am 24. Juli 2003 das sogenannte Altmark-Urteil (Rs. C-280/00) des Europäischen Gerichtshofs (EuGH). Demnach führt prinzipiell die öffentliche Co-Finanzierung zwecks Erbringung von Leistungen im öffentlichen Interesse zur Ausschreibungspflicht. Die EU-VO 1191/69 ließ es hiernach zwar zu, dass Mitgliedstaaten der EU den ÖPNV von der Gültigkeit dieser Verordnung ausnehmen. Der EuGH ließ aber die Frage offen, ob die damaligen Formulierungen des deutschen Personenbeförderungsgesetzes (PBefG) eine solche Ausnahme definieren. Nur in diesem Fall wäre eine öffentliche Co-Finanzierung des ÖPNV ohne Ausschreibung auf Basis von vier durch den EuGH benannten Kriterien möglich gewesen. Diese vier Kriterien waren:
- Es muss eine vorherige, eindeutige und konkrete Vereinbarung zwischen Finanzier (also dem Aufgabenträger des ÖPNV) und dem Verkehrsunternehmen erfolgen.
- Der Kostenausgleich für die Leistungen im öffentlichen Interesse muss vorab festgelegt werden.
- Es darf keine Überkompensation stattfinden.
- Das auf diese Weise mitfinanzierte Unternehmen muss mit einem durchschnittlichen, gut geführten Unternehmen vergleichbar sein.

Zwischen den deutschen Bundesländern war umstritten, ob das deutsche Recht diese Ausnahme beinhaltet. Bis auf Hessen sahen alle Länder diese Ausnahme als gegeben an. Hessen sah die Formulierung des PBefG nicht als ausreichend an und verlangte daher von den hessischen Aufgabenträgern bei öffentlich co-finanzierten ÖPNV-Leistungen zwingend eine Ausschreibung. Im Oktober 2006 sprach sich das deutsche Bundesverwaltungsgericht (BVerwG) für eine rechtssichere Ausnahme des PBefG von der Verordnung 1191/69 aus (Az.: 3 C 33/05). Demgegenüber hatte das Oberverwaltungsgericht Koblenz in einer Entscheidung vom November 2005 keine Ausnahmeregelung des PBefG festgestellt. Der Ansicht des BVerwG war auch eine ältere Entscheidung des Oberverwaltungsgerichts Lüneburg vorausgegangen, das die Mehrheitsposition der Bundesländer für rechtens erklärt hatte.
Im Zuge der Liberalisierung des gemeinsamen europäischen Dienstleistungsmarkts diskutierte die EU bereits um die Jahrtausendwende eine Novellierung der Verordnung 1191/69, mit dem auch die Streitfragen der bisherigen Verordnung geklärt werden sollten. Ein erster Vorschlag der Kommission für eine Verordnung des Europäischen Parlaments und des Rates über Maßnahmen der Mitgliedstaaten im Zusammenhang mit Anforderungen des öffentlichen Dienstes und der Vergabe öffentlicher Dienstleistungsaufträge für den Personenverkehr auf der Schiene, der Straße und auf Binnenschifffahrtswegen vom 26. Juli 2000 stieß allerdings im Europaparlament auf Widerstand. Kritisiert wurde vor allem der obligatorische Zwang zur Ausschreibung bei öffentlicher Finanzierung. Vor allem deutsche und österreichische Parlamentarier forderten die Möglichkeit der kommunalen Eigenproduktion resp. der Direktvergabe an in kommunalem Besitz befindliche Verkehrsunternehmen.
Im Juli 2005 stellte die EU-Kommission auf der Basis der bisherigen Lesungen im Parlament einen neuen Vorschlag der Kommission für eine Verordnung des Europäischen Parlaments und des Rates über öffentliche Personenverkehrsdienste auf Schiene und Straße vom 20. Juli 2005 (KOM(2005)319) zur Diskussion. Gegenüber den älteren Entwürfen gab es zwar keine Angaben mehr zu mit dem ÖPNV zu verfolgenden Zielen im öffentlichen Interesse. Neu wurde allerdings eine sogenannte In-House-Vergabe ohne Ausschreibungen vorgesehen. Eine solche Regelung ermöglicht es den Aufgabenträgern, ÖPNV-Leistungen in Eigenproduktion zu erbringen oder ohne Ausschreibung an im eigenen Besitz befindliche Verkehrsunternehmen zu vergeben. Diese Unternehmen dürfen sich allerdings dann nicht an Ausschreibungen außerhalb des Gebiets ihres Eigentümers beteiligen. Neu war ebenfalls der Verzicht auf eine Ausschreibungspflicht im Eisenbahn-Regional- oder -Fernverkehr. Die Regelungen riefen allerdings vielfach Kritik auf den Plan. Unklar – und vom VDV daher auch kritisiert – war vor allem die Abgrenzung der neuen Verordnung vom allgemeinen Vergaberecht.
Die neue Verordnung 1370/2007 wurde schließlich mit nicht mehr allzu vielen Modifikationen zum dritten Verordnungsvorschlag im Jahre 2007 verabschiedet, sie trat am 3. Dezember 2009 in Kraft. Die Verordnung beinhaltet allerdings großzügige Übergangsregelungen. In Deutschland war zunächst problematisch, dass eine Angleichung des PBefG und des AEG an die Verordnung erst mit deutlicher Verzögerung erfolgte. Die neue Verordnung galt daher unmittelbar, womit Reibungskonflikte und Widersprüchlichkeiten zwischen den nationalen Regelungen und der Verordnung nicht ausgeschlossen waren. Das deutsche PBefG wurde schließlich 2013 an die EU-Verordnung 1370/2007 angepasst.

### Deutschland
Rechtsgrundlagen für den öffentlichen Personennahverkehr (ÖPNV) in Deutschland sind das Regionalisierungsgesetz (RegG), in dem die „Sicherstellung einer ausreichenden Bedienung der Bevölkerung mit Verkehrsleistungen im öffentlichen Personennahverkehr als eine Aufgabe der Daseinsvorsorge“ bezeichnet wird, und die Nahverkehrsgesetze der Länder.
Im Sinne des Regionalisierungsgesetzes ist „öffentlicher Personennahverkehr die allgemein zugängliche Beförderung von Personen mit Verkehrsmitteln im Linienverkehr, die überwiegend dazu bestimmt sind, die Verkehrsnachfrage im Stadt-, Vorort- oder Regionalverkehr zu befriedigen. Das ist im Zweifel der Fall, wenn in der Mehrzahl der Beförderungsfälle eines Verkehrsmittels die gesamte Reiseweite 50 Kilometer oder die gesamte Reisezeit eine Stunde nicht übersteigt.“
Nach § 5 RegG bekommen alle 16 Bundesländer seit 2016 zusammen 8 Mrd. Euro pro Jahr bis 2031, dabei erhöht sich die Summe pro Jahr um 1,8 %.
Der öffentliche Personennahverkehr wird in Deutschland rechtlich gegliedert in
- den Schienenpersonennahverkehr (SPNV) und
- den Straßenpersonennahverkehr (ÖSPV) – auch als Stadtverkehr bzw. Regionalverkehr bezeichnet.

#### Schienenpersonennahverkehr (SPNV)
Die gesetzliche Grundlage für den Schienenpersonennahverkehr im Eisenbahnbereich in Deutschland ist das Allgemeine Eisenbahngesetz (AEG). Aufsichts- und Genehmigungsbehörde für inländische mehrheitlich im Besitz des Bundes befindliche Eisenbahninfrastrukturunternehmen und für inländische mehrheitlich im Besitz des Bundes befindliche deutsche Eisenbahnverkehrsunternehmen und in Deutschland operierende ausländische Eisenbahnverkehrsunternehmen ist das Eisenbahn-Bundesamt (EBA), im Übrigen die Länder.

#### Straßenpersonennahverkehr (ÖSPV)

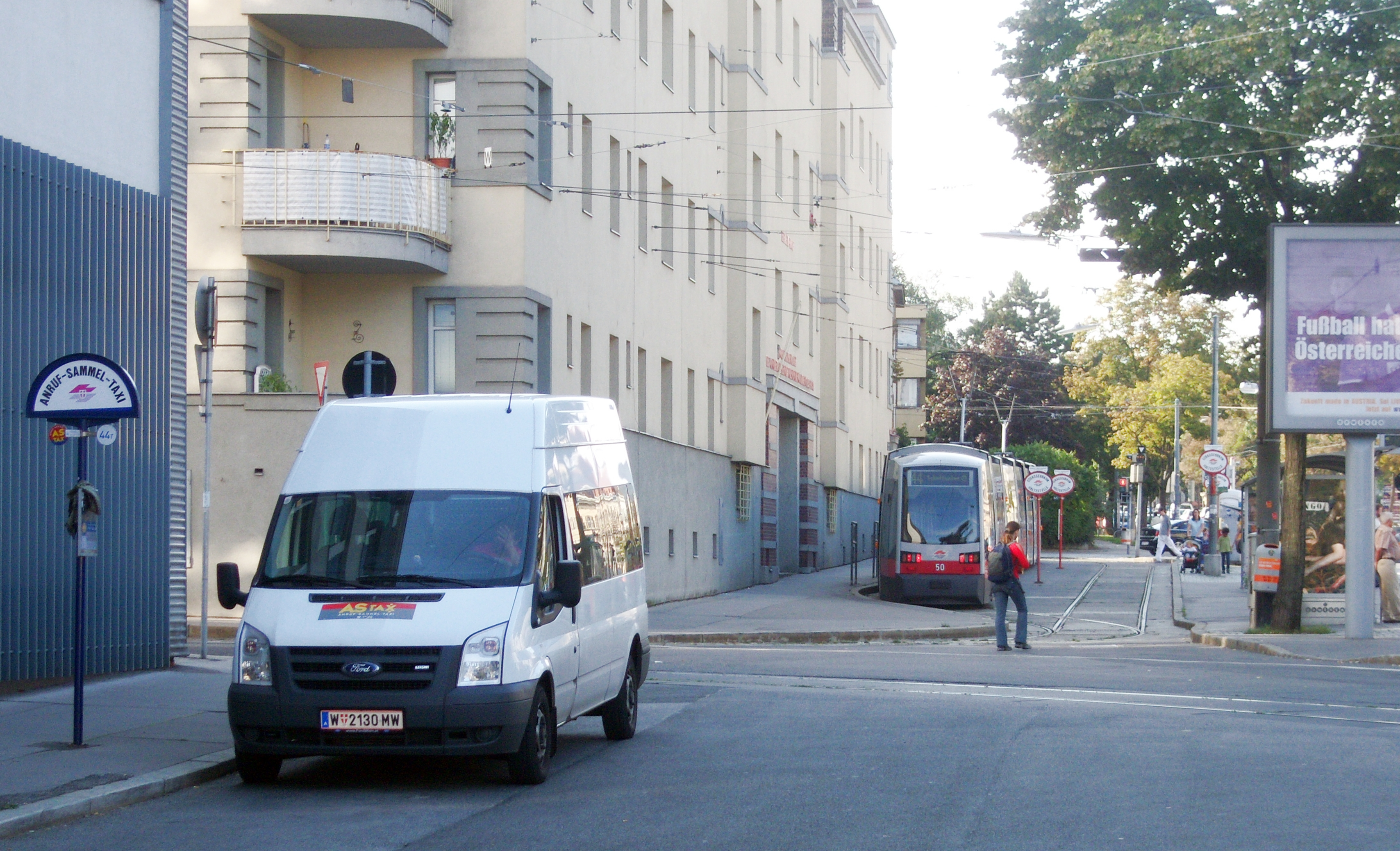
Anrufsammeltaxi in Wien

Die gesetzliche Grundlage speziell für den Straßenpersonennahverkehr in Deutschland ist das Personenbeförderungsgesetz (PBefG), das für die „entgeltliche oder geschäftsmäßige Beförderung von Personen mit Straßenbahnen, mit Oberleitungsomnibussen (O-Bussen) und mit Kraftfahrzeugen“ gilt.
Nach dem Personenbeförderungsgesetz sind Linienverkehre genehmigungspflichtig. Zuständig sind in Deutschland meistens die Bezirksregierungen oder die Landesverwaltungsämter.
Mit Straßenpersonennahverkehr werden die Dienste und Einrichtungen kreis- bzw. stadteigener und auch privater Verkehrsunternehmen bezeichnet, die dazu verschiedene Verkehrsmittel verwenden. Es handelt sich dabei um Straßenbahnen, Buslinien (Stadtbusse, Regionalbusse), Ortsbuslinien und ÖPNV-Sonderformen (Anrufbusse, Anrufsammeltaxen u. a.), in großen Städten oft auch um U-Bahnen oder Stadtbahnen. Seltener ist in Deutschland der O-Bus zu finden, in anderen Ländern, wie der Schweiz oder in Osteuropa ist er weit verbreitet. Zum Straßenpersonennahverkehr zählen aber auch „Exoten“ wie die Wuppertaler Schwebebahn, die H-Bahn in Dortmund oder der SkyTrain am Flughafen Düsseldorf. Darüber hinaus gibt es, vor allem in weniger dicht besiedelten Räumen, besondere Formen des Straßenpersonennahverkehr. Taxis werden nur dann zum ÖPNV gerechnet, wenn sie Aufgaben und Funktion des ÖPNV-Linienverkehrs übernehmen, diesen ersetzen oder ergänzen (§ 8 Absatz 2 PBefG), etwa als Anrufsammeltaxi. In der Regel sind sie als Sonderform des Gelegenheitsverkehrs gemäß § 46 PBefG genehmigt.
Zum öffentlichen Personennahverkehr gehören nach § 8 Abs. 2 PBefG auch Taxen oder Mietwagen, wenn sie die klassischen Transportmittel ersetzen, ergänzen oder verdichten.

#### Finanzierung
Der ÖPNV wird in Deutschland sowohl aus den Haushalten von Bund, Ländern und Kommunen als auch durch die Fahrgeldeinnahmen der Nutzer finanziert. Je nach Region fällt der Kostendeckungsgrad, der angibt wie viel Prozent der Kosten durch Ticketverkäufe gedeckt werden, unterschiedlich hoch aus. Im Schnitt lag er 2018 bei 75,6 Prozent. Kostensteigerungen wurden lange direkt an die Nutzer weitergegeben, die Preise für Fahrkarten stiegen in der Vergangenheit meist stärker als die Inflation. Das im Mai 2023 eingeführte Deutschlandticket mit einem Einführungspreis von 49 Euro pro Monat erschwert diese Praxis, da Preiserhöhungen nicht mehr regional eigenständig von den Tarifverbünden beschlossen werden können. Alternative, regionale Abos zu Preisen von mehr als 49 Euro sind nur dann attraktiv, wenn diese für Fahrgäste mit einem Zusatznutzen einhergehen, der den Preisaufschlag in Relation zum Deutschlandticket rechtfertigt.
Der Großteil der Kosten des ÖPNV wird durch die Regionalisierungsmittel des Bundes getragen, die den Ländern laut dem Regionalisierungsgesetz zustehen. Der Bundesrechnungshof kritisierte in der Vergangenheit mehrfach die finanzielle Zurückhaltung der Länder und mahnte mehr Transparenz über deren Ausgaben an.
| Ebene/Jahr  | 2018 | 2019 | 2020 | 2021 |
| ----------- | ---- | ---- | ---- | ---- |
| Bund        | 8,5  | 8,7  | 11,5 | 10,3 |
| Länder      | 2,7  | 2,6  | 3,2  | 3,5  |
| Kommunen    | 3,1  | 3,1  | 4,0  | 4,3  |
| Gesamtsumme | 14,1 | 14,1 | 15,8 | 17,1 |

Die Ausgaben der einzelnen Bundesländer aus ihren eigenen Haushalten unterscheiden sich deutlich. So nutzte Niedersachsen im Jahr 2017 gar keine Landesmittel für den ÖPNV, im Jahr 2022 lagen die Ausgaben bei 15 Euro pro Einwohner. Im Gegensatz dazu zahlte etwa Hessen 2017 35 Euro pro Kopf, fünf Jahre später waren es dort schon 66 Euro je Einwohner. Damit war Hessen der Spitzenreiter unter den Flächenländern.
| Bundesland             | 2017 | 2022 |
| Niedersachsen          | 0    | 15   |
| Schleswig-Holstein     | 14   | 23   |
| Nordrhein-Westfalen    | 17   | 26   |
| Sachsen-Anhalt         | 11   | 28   |
| Thüringen              | 10   | 32   |
| Bremen                 | 12   | 37   |
| Sachsen                | 14   | 41   |
| Bayern                 | 11   | 42   |
| Mecklenburg-Vorpommern | 37   | 43   |
| Rheinland-Pfalz        | 42   | 43   |
| Brandenburg            | 12   | 46   |
| Saarland               | 18   | 53   |
| Baden-Württemberg      | 32   | 55   |
| Hessen                 | 35   | 67   |

#### Aufgabenträger
Ein Aufgabenträger im öffentlichen Personennahverkehr ist eine von den Ländern benannte Behörde, die für eine ausreichende Versorgung mit ÖPNV-Verkehrsleistungen zuständig ist. Das Regionalisierungsgesetz und die jeweiligen Ländergesetze weisen den Aufgabenträgern die Verantwortung für den ÖPNV als Leistung der Daseinsvorsorge zu.
Zuständig sind
- für den Schienenpersonennahverkehr die Länder oder die nach Landesgesetz zuständigen Zweckverbände oder die besonderen Aufgabenträger für den Schienenpersonennahverkehr
- für den Straßenpersonennahverkehr in Deutschland die (Land-)Kreise und kreisfreien Städte

Der Bundesverband SchienenNahverkehr (kurz: BSN; bis 2021 Bundesarbeitsgemeinschaft der Aufgabenträger des SPNV, kurz: BAG-SPNV) ist in Deutschland der Dachverband der Aufgabenträger des SPNV und vertritt die Interessen der Mitglieder in regional übergreifenden Angelegenheiten und koordiniert und bündelt Verfahren mit den Eisenbahnverkehrsunternehmen. Weitere Arbeitsschwerpunkte des BSN sind der Informationsaustausch zwischen den Mitgliedern, die gemeinsame Konzeptentwicklung und die Abstimmung von Verhandlungsstrategien. Die Aufgabenträger des Straßenpersonennahverkehrs bilden bislang nur informell unter dem Dach der kommunalen Spitzenverbände Arbeitsgemeinschaften nach Bedarf.
Die meisten Aufgabenträger des Schienenpersonennahverkehrs und ÖPNV sind zudem in Verkehrsverbünden, Verkehrsgemeinschaften, Tarifverbünden oder Tarifgemeinschaften organisiert, in denen alle Verkehrsmittel mit einem Fahrschein genutzt werden können. Im Regelfall sind dies Zweckverbände, denen die Aufgabenträger bestimmte Regieaufgaben, neben der Tarifabstimmung beispielsweise die Aufstellung von Nahverkehrsplänen übertragen haben. Die gesetzliche Grundlage sind die betreffenden Nahverkehrsgesetze der Bundesländer, die teilweise bereits die Zusammenschlüsse gesetzlich vorgeschrieben haben, wie etwa in Hessen. Andere Bundesländer überlassen die Bildung von Verkehrsverbünden dem freiwilligen Zusammenschluss von Aufgabenträgern. Leistungen und Zahlungen im Personenverkehr werden häufig in einem Verkehrsvertrag geregelt.

#### Betrieb

##### Rechtsform
Der Betrieb des ÖPNV wird meist durch Verkehrsunternehmen in privater Rechtsform durchgeführt, die sich in staatlichem, kommunalem oder privatem Besitz befinden. Der Druck zur Reduzierung von Zuschüssen hat in den vergangenen Jahren in vielen Fällen zur Umwandlung kommunaler Eigenbetriebe in privatrechtliche, aber weiterhin in kommunalen Besitz befindliche Unternehmen geführt. Echte Eigenbetriebe erbringen daher nur noch in wenigen Kommunen ÖPNV-Leistungen. Verkehrsunternehmen in privater Rechtsform werden, sofern zur Erbringung des von den Aufgabenträgern für notwendig gehaltenen ÖPNV-Angebots eine öffentliche Co-Finanzierung erforderlich ist, entweder direkt beauftragt oder durch eine Ausschreibung ausgewählt. Die Form der Beauftragung richtet sich nunmehr nach der neuen Verordnung 1370/2007. Diese beseitigt Streitigkeiten, die mit der früheren umstrittenen Unterscheidung zwischen „eigenwirtschaftlichen“ und „gemeinwirtschaftlichen“ Verkehrsleistungen auftraten, die in § 13 und § 13a PBefG noch immer im Gesetz verankert ist.
Für Verkehrsleistungen, die ohne öffentliche Co-Finanzierung des Aufgabenträgers oder Eigentümers erbracht werden und damit entsprechend dem PBefG auf jeden Fall „eigenwirtschaftlich“ sind, war vor Inkrafttreten der Verordnung 1370/2007 lediglich die Genehmigung (Linienkonzession) durch die Genehmigungsbehörde nötig. Nunmehr ist juristisch umstritten, ob die neue Verordnung 1370/2007 auch eine Vergabe der Konzessionen verlangt. Eine solche Konzession erhalten Unternehmen auch für die co-finanzierten Linien. Sie schützt das Unternehmen zudem vor Konkurrenzangeboten. Sofern sich mehrere Unternehmen auf eine solche Konzession bewerben, erhält dasjenige Unternehmen mit dem „besten Angebot“ die Genehmigung (siehe Genehmigungswettbewerb). Als Kriterien für das „beste Angebot“ zählen allerdings in erster Linie Fahrtenanzahl und Tarif. Die beantragte Konzession muss zudem mit dem Nahverkehrsplan in Einklang stehen. Eine Konzession wird auf eine feste Laufzeit erteilt, beim Busverkehr in der Regel acht Jahre. Während dieser Zeit kann sich kein weiteres Unternehmen auf die Konzession bewerben.

##### Verkehrsmittel
Die Verkehrsmittel im ÖPNV verkehren nach einem Fahrplan, in Städten und Ballungsräumen in der Regel nach einem Taktfahrplan. Im ländlichen Raum werden Fahrpläne oft noch an Arbeits- und Schulzeiten orientiert und sind damit eher unregelmäßig. Vor allem in Städten in Entwicklungsländern, wo oft keine städtischen Nahverkehrsunternehmen existieren, wird der öffentliche Verkehr durch Linien-Taxis bewältigt. Generell ist (in den entwickelten Ländern) eine Konzession erforderlich, die von der Genehmigungsbehörde unter Beachtung der Vorgaben des vom Aufgabenträger aufgestellten Nahverkehrsplans erteilt wird.
Ferner gehören die fahrplanmäßig verkehrenden Schiffe im Hamburger Hafen oder in Venedig zum ÖPNV. Zum ÖPNV werden außerdem Fähren, Hafenfähren, öffentliche Fahrräder, Schiffslinien auf Flüssen, Seilbahnen und Hängebahnen, Schrägaufzüge, öffentliche Personenaufzüge (z. B. Schlossberglift in Graz) u. a. gezählt.

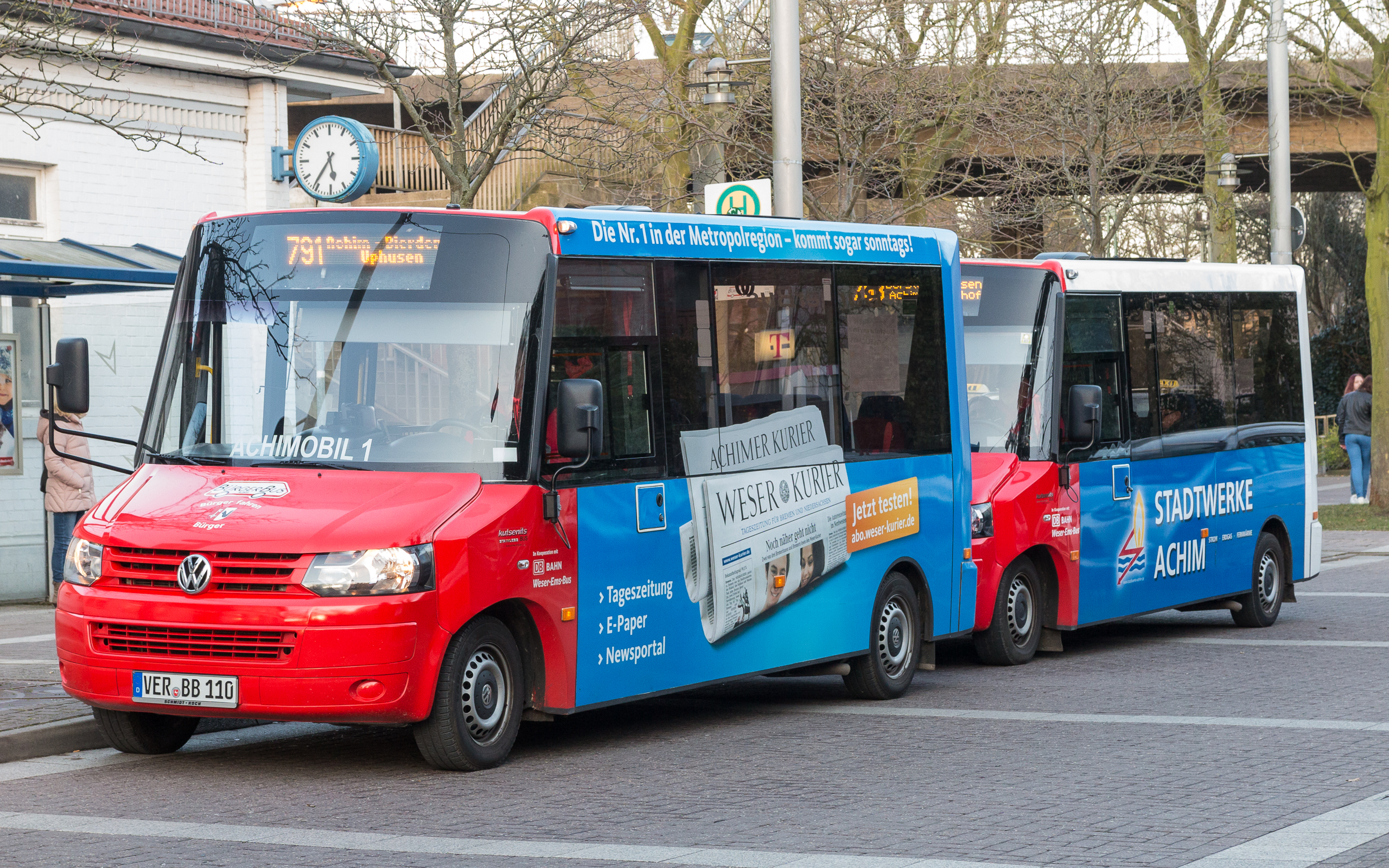
Bürgerbusse am Bahnhof Achim (Niedersachsen)

Ergänzend zum Linienverkehr gibt es verschiedene ÖPNV-Sonderformen im Bedarfsverkehr. Hierfür werden z. Zt. unterschiedliche Bezeichnungen verwendet: Anrufbus, Anruflinienfahrt (ALF), Anruflinientaxi (ALT), Linienbedarfstaxi (LBT), Linientaxi, Anrufsammeltaxi (AST) oder etwas unpräzise Taxibus. Es handelt sich um bedarfsorientierte Angebote, die nur auf Anforderung verkehren. Auch ehrenamtlich betriebene Bürgerbusse gehören dazu. In den vergangenen Jahren sind vermehrt digitale Rufbusangebote hinzukommen, sog. On-Demand-Verkehre. Laut dem Branchenverband VDV (Verband Deutscher Verkehrsunternehmen) waren im März 2023 über 80 On-Demand-Projekte im Einsatz. Auf den ÖPNV spezialisierte Unternehmen wie ioki, ein Tochterunternehmen der Deutschen Bahn, Via, Via Transportation, Inc. aus den USA, oder auch Padam Mobility, das zum Siemens-Konzern gehört, liefern die Softwarekomponenten für die flexiblen Verkehre.

##### Beförderungsbedingungen und Tarifbestimmungen

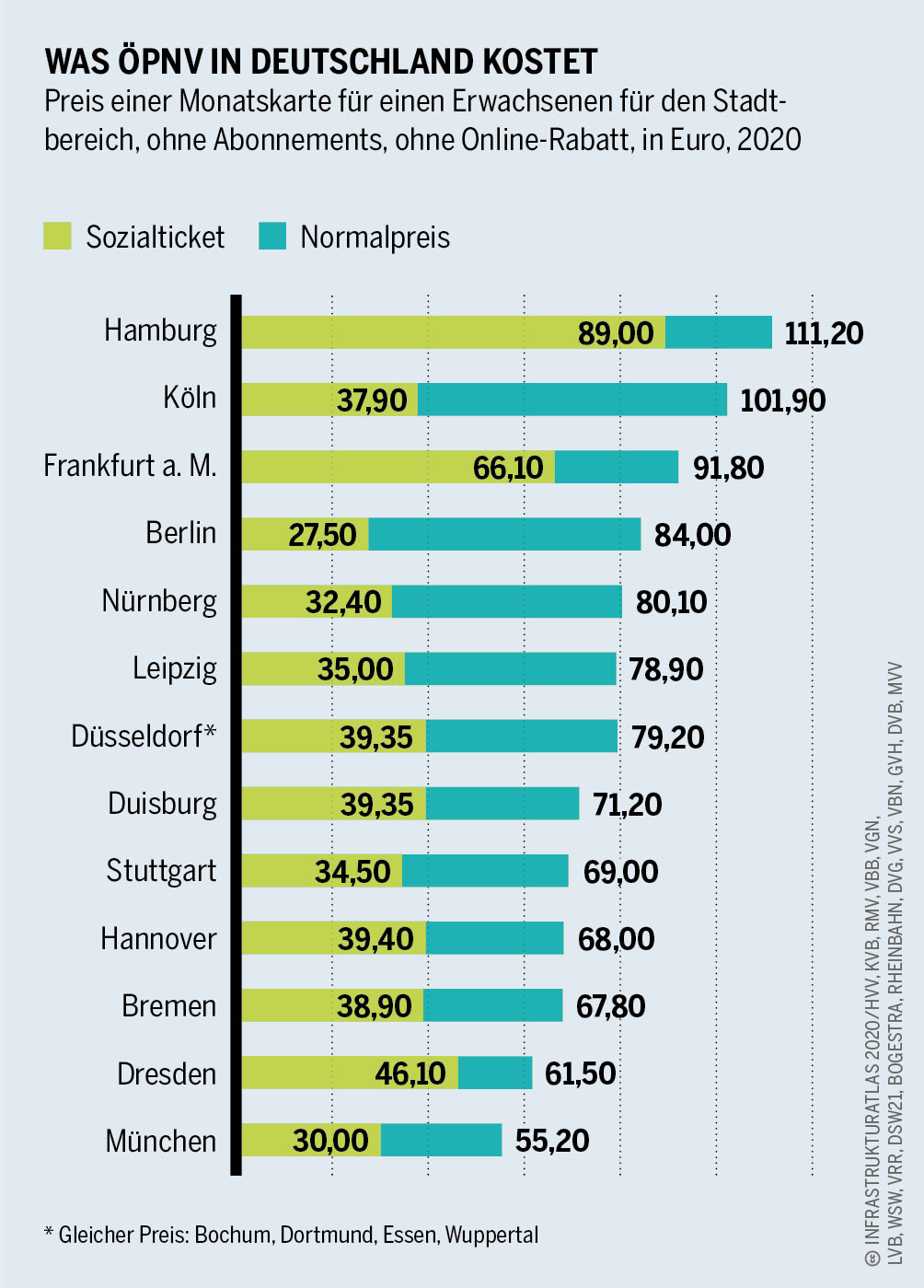
Kosten für reguläre Monatskarten und Sozialtickets im ÖPNV in einigen deutschen Städten, 2020. Quelle: Infrastrukturatlas 2020

Die Beförderungsbedingungen regeln im öffentlichen Personennahverkehr das Zusammenspiel zwischen Verkehrsunternehmen und Fahrgästen, ihre jeweiligen Rechte und Pflichten sowie die Benutzungsmöglichkeiten der öffentlichen Verkehrsmittel. Die Tarifbestimmungen sind im öffentlichen Personennahverkehr ein Regelwerk, in dem die Fahrpreise und die Benutzungsbedingungen der Fahrausweise festlegt sind. Sie gelten für die Beförderung von Personen sowie für die Beförderung von Sachen und Tieren. Beförderungsbedingungen und Tarifbestimmungen gelten zusammen. Sie werden entweder durch das Verkehrsunternehmen oder durch den Aufgabenträger (z. B. Verkehrsverbund) festgelegt.
Daneben gibt es auch gebühren- und steuerfinanzierte Angebote. So wird manchen Orten und sogar Ländern der ÖPNV durch Steuern, Emissionsabgaben oder Kfz-Parkplatzgebühren finanziert. Ähnliches gilt für Systeme von öffentlichen Fahrrädern, die im Auftrag der Stadt zu einem jährlichen Pauschaltarif in Verbindung mit kostenpflichtigen ÖPNV-Angeboten bereitgestellt werden. Dieses Modell findet man auch in Teilanwendung für einzelne Benutzergruppen wie Studenten (Semesterticket) und Touristen (Gästekarte). Diese führen durch ihre Semesterbeiträge bzw. Kurtaxe die Fahrgeldeinnahmen ab.
Eine immer größere Rolle spielt daneben in Deutschland das Sozialticket, das heißt subventionierte Monatskarten für einkommensschwache Bevölkerungsgruppen, durch welche deren Mobilität erhöht und die Auslastung des Nahverkehrs verbessert werden soll.
Um den Nutzungsgrad des ÖPNV zu erhöhen, wird von verschiedenen Seiten seit Jahrzehnten die Einführung eines kostenlosen ÖPNV gefordert. Ein prominentes Beispiel für die Umsetzung dieses Ansatzes ist die estnische Hauptstadt Tallinn. Im Ergebnis einer Volksabstimmung ist seit Anfang 2013 für gemeldete Einwohner, die im Besitz einer elektronischen Fahrkarte sind, die Benutzung von Bussen und Bahnen im Rahmen des ÖPNV kostenlos.
In Luxemburg ist der gesamte nationale ÖPNV seit dem 29. Februar 2020 für alle Benutzer kostenlos. Ziele sind das Vorantreiben der Verkehrswende sowie das Schaffen von Anreizen für einen Umstieg vom Auto auf öffentliche Verkehrsmittel. In Malta wurde zum 1. Oktober 2022 ebenfalls der kostenlose Nahverkehr eingeführt – dort jedoch auf Einwohner Maltas beschränkt. Seit 2025 ist der Nahverkehr in Belgrad (1,4 Millionen Einwohner) kostenlos. Auch in den USA gibt es zahlreiche Großstädte mit kostenlosem ÖPNV, etwa Albuquerque und Tucson.
In Deutschland sprachen sich in einer Befragung 84 Prozent für kostenlosen ÖPNV aus.
Laut Greenpeace sei in den meisten europäischen Ländern der ÖPNV zu teuer, „um die Menschen zum Umstieg vom Auto zu bewegen“.

### Österreich
In Österreich ist der öffentliche Personenverkehr im Öffentlichen Personennah- und Regionalverkehrsgesetz 1999 (ÖPNRV-G) bundesweit geregelt,
das Kraftfahrliniengesetz ist die gesetzliche Grundlage für den Straßenpersonennahverkehr. Nah- und Regionalverkehr steht in Kompetenz der Länder und Städte und Gemeinden.
Im 30 Länder Ranking 2023 von Greenpeace landete Österreich mit dem 2021 eingeführten Klimaticket auf dem dritten Platz.

### Schweiz

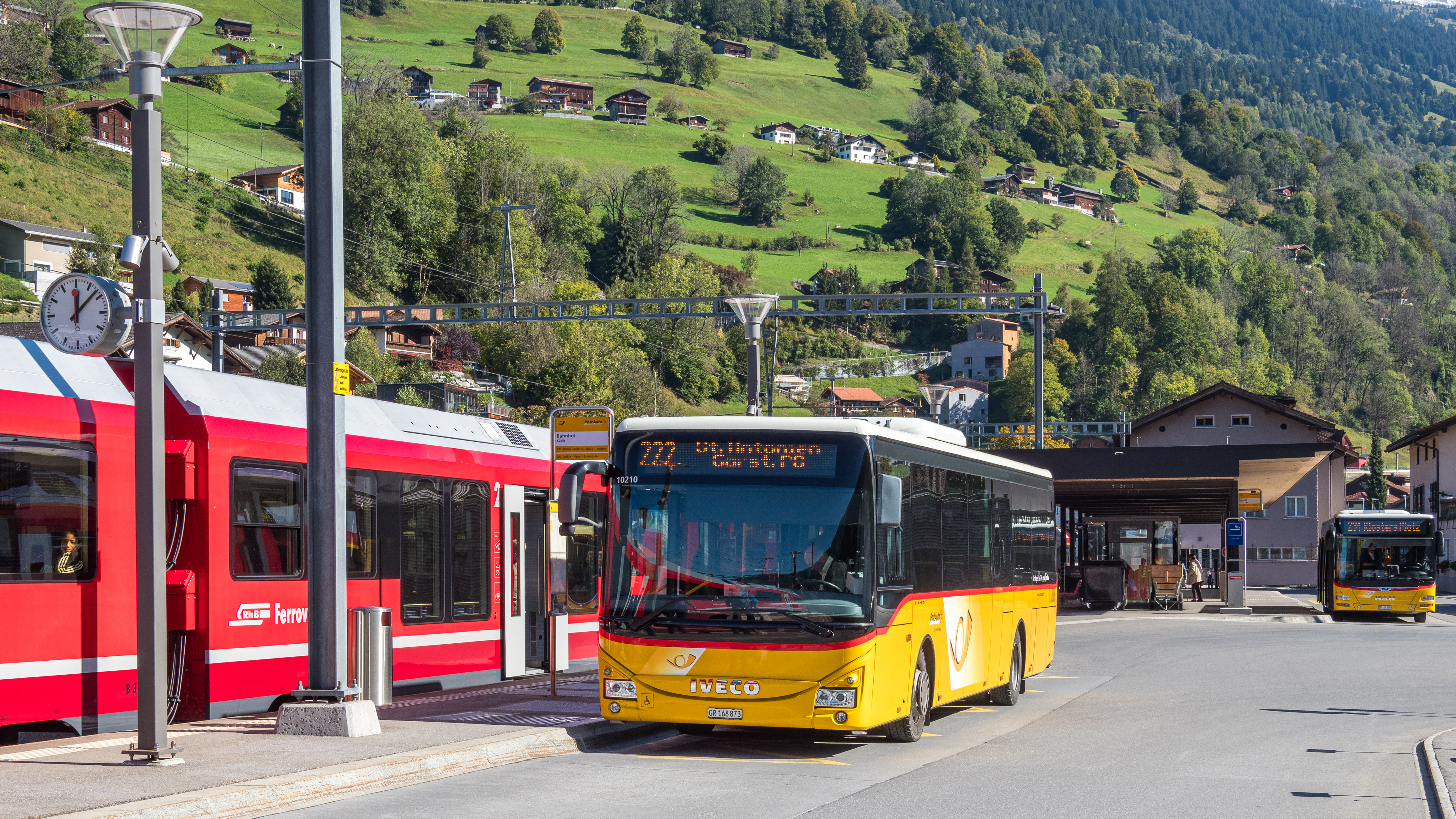
Gute Vernetzung zwischen Bahn und Bus (hier: Küblis/GR)

Das Schweizer Recht (Personenbeförderungsgesetz) teilt den öffentlichen Verkehr in die Kategorien:
- Fernverkehr, der Landesteile und Regionen verbindet
- Regionalverkehr, der der Grunderschließung der Regionen dient
- Ortsverkehr, der die Feinerschließung im Nahbereich wahrnimmt
- Ausflugsverkehr, der keine Erschließungsfunktion für ganzjährig bewohnte Ortschaften hat

In der Schweiz wird der Begriff Nahverkehr selten gebraucht und meist nur in Studien und Dissertationen oder als Synonym zu Ortsverkehr, auch die Abkürzung ÖPNV ist unüblich; gebräuchlich ist hingegen ÖV für den öffentlichen Personenverkehr einschließlich Nahverkehr.

## Besteuerung

### Deutschland
In Deutschland unterliegen die im öffentlichen Personennahverkehr incl. Taxi erhobenen Fahrpreise in der Regel dem ermäßigten Umsatzsteuersatz von 7 % nach § 12 Abs. 2 Nr. 10 UStG. Beim Schienenverkehr gilt seit 2020 immer der ermäßigte Steuersatz. Bei den anderen Verkehrsmitteln (z. B. Busse, Taxen oder Fähren) wird ab dem 50. Kilometer 19 % Umsatzsteuer fällig, sofern sich die Fahrt über mehrere Gemeinden erstreckt.

### Österreich
In Österreich unterliegt die gesamte Personenbeförderung mit Verkehrsmitteln aller Art grundsätzlich dem ermäßigten Umsatzsteuersatz von 10 %. Umsatzsteuerfrei ist der grenzüberschreitende Beförderungsverkehr mit Schiffen und Luftfahrzeugen, mit Ausnahme der Personenbeförderung auf dem Bodensee. Für die Beförderung von Personen mit Luftverkehrsfahrzeugen im Inland gilt der besondere Umsatzsteuersatz von 13 %.

### Schweiz und Liechtenstein
In der Schweiz und in Liechtenstein wird der öffentliche Personenverkehr mit dem normalen Mehrwertsteuersatz von 8,1 % besteuert.

## Globale Systemkosten
Der Begriff globale Systemkosten beinhaltet alle Kosten, die bis zur Inbetriebnahme anfallen, einschließlich Neuordnung der Verkehrsfläche entlang der Trasse „von Fassade zu Fassade“ inklusive neu angelegter Park-and-Ride-Anlagen, Beschaffungskosten der Fahrzeuge und Kosten für Leitungsverlegungen samt angemessener städtebaulicher Integration.
Die Forschungsgesellschaft für Straßen- und Verkehrswesen gibt dazu an:
| Globale Systemkosten für eine Straßenbahn auf Eigentrassen                            |                                            |
| ------------------------------------------------------------------------------------- | ------------------------------------------ |
| Strecken in Stadtzentren                                                              | 12–18 Millionen Euro pro Streckenkilometer |
| Strecken(-verlängerungen) in gewachsenen städtischen Räumen außerhalb der Innenstädte | 12 Millionen Euro pro Streckenkilometer    |
| Strecken in Neubaugebieten auf frei gehaltenen Trassen oder durch unbebautes Gelände  | 6,5 Millionen Euro pro Streckenkilometer   |
| Annahmewert für eine innerstädtische Durchmesserlinie und idealtypische Anforderungen | 16 Millionen Euro pro Streckenkilometer    |
| Globale Systemkosten für einen Großraumbus auf Eigentrassen                           |                                            |
| Strecken in Stadtzentren                                                              | 5–10 Millionen Euro pro Streckenkilometer  |
| Strecken(-verlängerungen) in gewachsenen städtischen Räumen außerhalb der Innenstädte | 4 Millionen Euro pro Streckenkilometer     |
| Strecken in Neubaugebieten auf frei gehaltenen Trassen oder durch unbebautes Gelände  | 2,5 Millionen Euro pro Streckenkilometer   |
| Annahmewert für eine innerstädtische Durchmesserlinie und idealtypische Anforderungen | 8,5 Millionen Euro pro Streckenkilometer   |

Nach Monheim u. a. wären die Investitionskosten für eine Seilbahn in der Stadt geringer als die bei einer touristisch genutzten Seilbahn auf einen Berg, da die Baustellen üblicherweise leichter erreichbar sind. So schätzt er die Kosten einer Einseilumlaufbahn im urbanen Raum, mit Kabinen zu acht Plätzen:
- Antriebsstation (mit Gondelgarage und Antrieb): 1,5–2 Millionen Euro
- Umkehrstation (Endstation): 1–1,5 Millionen Euro
- Mittelstation: 2–3 Millionen Euro,
- Rohrstützen: 90.000–180.000 Euro, (maximaler Stützenabstand 300 m)
- Drahtseil für 1.000 m je Richtung: 100.000–150.000 Euro
- je Fahrzeug komplett: 20.000–25.000 Euro

## Zukünftige Entwicklung

### Betriebswirtschaftliche Chancen und Probleme
Der Kostendeckungsgrad der Betriebskosten des ÖPNV lag in Deutschland 2018 bei durchschnittlich rund 60 % (2007: in etwa gleich hoch). Dazu tragen in erster Linie die Stammkunden mit Zeitkarten bei. Es gibt zahlreiche Politiker-Aussagen, die eine vollständige Kostendeckung im ÖPNV fordern. Damit werden die ÖPNV-Anbieter unter Druck gesetzt, wie privatwirtschaftliche Unternehmen zu reagieren und nicht mehr die Steigerung der Transportleistung, sondern nur noch die des zu erzielenden Betriebsergebnisses anzustreben. Zudem ist umstritten, inwieweit staatliche Leistungen, wie bspw. sogenannte Fahrgeldsurrogate, also Ersatzleistungen für aus sozialen Gründen ermäßigte Tarife etwa bei der Schüler- und Auszubildendenbeförderung nach § 45a PBefG, oder der steuerliche Querverbund mit gewinnbringenden kommunalen Versorgungsbetrieben beim Kostendeckungsgrad zu berücksichtigen sind.
Die Instrumente des Marketing werden im öffentlichen Personenverkehr mittlerweile verstärkt eingesetzt, um weitere Stammkunden zu gewinnen und auf diese Weise die betriebswirtschaftlichen Kennzahlen zu verbessern. In jüngster Zeit wurden neue Angebote im Bereich des Gelegenheitsverkehrs (Einkauf und Freizeit) entwickelt: Shuttle-Busse bei Großveranstaltungen, rabattierte Einkaufstickets, „Bäderbusse“, Fahrradsonderzüge, Zusammenarbeit mit oder eigenes Angebot von Carsharing und Bikesharing zur Schließung der Transportkette von Tür zu Tür etc. gehören dazu.
Offen sind die Auswirkungen der demografischen Entwicklung auf den ÖPNV. Auf der einen Seite gehen in den nächsten Jahren die Schülerzahlen deutlich zurück, zum anderen wird es auch absolut gesehen deutlich mehr Senioren geben, die aber eventuell wesentlich häufiger als früher einen Pkw nutzen. Die zukünftige Entwicklung der Nachfrage nach öffentlichen Nahverkehrsdienstleistungen werde, so Hans-Heinrich Bass vom Institute for Transport and Development der Universität Bremen, vor allem von drei Faktoren abhängig sein: siedlungsgeographischen Faktoren, sozio-demographischen Faktoren sowie dem Wertewandel in der Gesellschaft.
Senioren und Schüler sind in ländlichen Gebieten derzeit zwei der wichtigsten Kundengruppen, der ÖPNV wird dort daher darauf angewiesen sein, neue Kundengruppen zu erschließen.
Auch die Auswirkungen der steigenden Benzinpreise im Rahmen der sich verknappenden Erdölförderung ist offen, aber es wird hier mit deutlichen Auswirkungen auf den Individualverkehr zu rechnen sein.
Einige, unter anderem durch europäische Rechtsnormen geforderte Privatisierungsmaßnahmen, wie die Trennung von Netz und Betrieb im Schienenverkehr und die zunehmende (auch europaweite) Ausschreibung von Verkehrsleistungen mit einem strikten Anforderungskatalog tragen teilweise zur Verbesserung der Kostendeckung im ÖPNV bei. Sie verbessern auch die Transparenz der Finanzierung von ÖPNV-Leistungen. Die Verkehrsleistungen werden dann von den Verkehrsunternehmen entweder mit eigenen Fahrzeugen oder mit über Fahrzeugmanagementgesellschaften geleasten Fahrzeugen des Trägers erbracht. Wartungsverträge sind Teil der Fahrzeugbeschaffung; die gesamte schwere Instandhaltung erledigen dann oftmals die Fahrzeughersteller. Die Bestellverträge sehen Konventionalstrafen gegen Hersteller oder Betreiber vor, falls Verfügbarkeitsstandards (Pünktlichkeit, Kapazität, Fahrzeugzustand) nicht gehalten werden. Für gute und schlechte Leistungen werden zudem oft Bonus-Malus-Regelung vereinbart. Oftmals werden separate Beschäftigungsgesellschaften gegründet, um die Tarifbestimmungen der Branche zu umgehen und die Lohnkosten unter anderem der Fahrzeugführer niedrig zu halten.

### Wohlfahrtsgewinn
Im Zusammenhang mit der Diskussion um die Kosten und Nutzen sowie die Finanzierung des Deutschlandtickets über 2024 und 2025 hinaus wird nicht nur von einer volkswirtschaftlichen Belastung, sondern auch von einem – „noch ausbaufähigen“ – Wohlfahrtsgewinn in Höhe von „konservativ geschätzt“ „knapp zwei Milliarden Euro“ gesprochen.

### Technische Weiterentwicklung

#### Barrierefreiheit
Die Zugänge von Haltestellen in ein Fahrzeug werden bei neuen einheitlichen Systemen ohne Stufen, Rampen, Schwellen oder breite Spalten errichtet. So ist das Befahren bzw. Betreten durch Menschen mit Behinderung oder mit Kinderwagen, Handwagen und Rollkoffern und sonstigem Gepäck, Gehhilfen, Sackkarren, Inlineskates einfach und barrierefrei möglich. (vgl. Barrierefreies Bauen#Zielgruppen und ihre Ansprüche sowie Unentgeltliche Beförderung für Schwerbehinderte).
Im Vergleich dazu kommen immer wieder Unfälle vor, wo Personen bei Schienenfahrzeugen in den Spalt zwischen Fahrzeug und Bahnsteig fallen, ungeübte Rollstuhlnutzer Probleme damit haben und vor den Gefahren gewarnt werden müssen. Solche breiten Spalten treten meist auf, wenn der Bahnsteig in einer Kurve liegt.
Bei anderen Barrieren, wie zum Beispiel jenen, die gehörlose oder blinde Menschen betreffen, wurden in vergangenen Jahren aktiv verschiedene Maßnahmen und Projekte unternommen, um diesen entgegenzuwirken und unter Anwendung des Zwei-Sinne-Prinzips Menschen mit sensorischen Einschränkungen alle erforderlichen Informationen zur Nutzung des ÖPNV zu übermitteln. 2016 wurde in den Wiener Linien beispielsweise die App aim4it getestet. Diese bietet für Menschen mit Sehschwäche auditive Verkehrsmeldungen sowie für gehörlose Menschen Meldungen in österreichischer Gebärdensprache, gebärdet vom Avatar SiMAX.
Das Beförderungsverbot für E-Scooter ist seit 2017 unter bestimmten Voraussetzungen aufgehoben.

#### Informationstechnik, Electronic Ticketing
Der öffentliche Personennahverkehr wird nach den Vorstellungen der Verkehrsplaner in naher Zukunft stark durch vernetzte Informationstechnik geprägt sein. Schon in die Fahrplanauskunft über Zugzielanzeiger, das Internet oder Mobilgeräte gehen dynamische Daten über den Betriebszustand des Netzes ein, so dass der (potenzielle) Fahrgast mit verhältnismäßig geringem Aufwand ein gültiges und optimales Beförderungsangebot mit Preisauskunft erhalten kann und minutengenau darüber informiert ist, wann sein Zug oder sein Bus abfährt oder ankommt. Das Informationsangebot kann auch direkt online das Rufen von AST- oder Rufbus-Diensten übernehmen. Andererseits ist mit Akzeptanzproblemen von Fahrgästen zu rechnen, die eine Auskunft von einer Person wünschen.
Seit dem 1. Dezember 2019 besteht in der EU durch die Delegierte Verordnung (EU) 2017/1926 eine Verpflichtung bereits in einem maschinenlesbaren Format (siehe GTFS) vorhandene Fahrplandaten zu veröffentlichen. Der VBB war der erste Verkehrsverbund in Deutschland, der dies 2012 angefangen hat. Inzwischen sind weitere Verkehrsverbünde dazu gekommen, jedoch fehlen in Deutschland weiterhin viele. Die Anzahl der als OpenData verfügbaren Fahrplandaten wächst weltweit. Die Bereitstellung von maschinenlesbaren Fahrplandaten unter einer offenen Lizenz wird als Voraussetzung für die Entwicklung von überregional nutzbaren Fahrplanauskünften und Apps für spezielle Anwendungen angesehen.
Die Fahrgelderhebung kann auch bargeldlos und berührungsfrei erfolgen, z. B. über Handyticket, auch über Transponderkarten, die entweder nach dem Prinzip der Guthabenkarte („Pre-Paid-Karte“) arbeiten oder als vorausbezahlte Zeitkarte gelten. Da die Transponder den Ein- und Ausstieg des Fahrgastes erfassen, sollte stets der günstigste Tarif berechnet werden. Alle Daten würden unmittelbar bei der Betriebszentrale erfasst und können dort für die Kapazitätsberechnung und Angebotsplanung genutzt werden. Dem stehen die Befürchtungen von Datenschützern entgegen, die in der elektronischen Erfassung der Fahrgäste einen weiteren Schritt in Richtung „Gläserner Mensch“ sehen. So gibt es auch Stimmen, die die der Sicherheit dienende massive Videoüberwachung kritisieren.
Die mit einem Chip ausgestattete Monatskarte wird unter anderem im Verkehrsverbund Rhein-Ruhr und im Verkehrsverbund Rhein-Sieg Wirklichkeit. Beispielgebend hierfür ist auch die in den gesamten Niederlanden geltende OV-chipkaart. Ursprünglich war vorgesehen, auf die zurzeit nur mit speziellen Geräten lesbare Chipkarte automatisch arbeitende Transponderkarten folgen zu lassen. Ein solches Verfahren ohne aktives Zutun des Fahrgasts zur An- und Abmeldung seiner Fahrt wurde vom Fraunhofer-Institut für Verkehrs- und Infrastruktursysteme (IVI) in Dresden getestet. Auch dort wird es aber auf absehbare Zeit nicht eingesetzt: Hinderungsgründe sind technischer, aber vor allem datenschutzrechtlicher Natur. Die bei den Marburger Stadtwerken 1996 eingeführte Guthaben-Transponderkarte als Pilotprojekt des RMV wurde wegen Überalterung der Technik zum 31. Juli 2005 eingestellt.
Die Informationstechnik lässt auch fahrzeugseitige Erfassungsmöglichkeiten zu, wie die elektronische Fahrgastzählung. Bei einigen Schienenfahrzeugen werden eine Auslastungsmessung durch Übertragung der Messung des Federweges der Waggongewichtsänderung durchgeführt.

#### Fahrzeuge und Haltestellen
Die Zugangsstellen sollen den inzwischen außerhalb der U- und Stadtbahn-Netze meist eingesetzten Niederflurfahrzeugen angepasst, vollständig barrierefrei und behindertengerecht, zentral videoüberwacht, mit Auskunftsterminals und Notrufeinrichtungen versehen sein. Während dies in Deutschland zumindest in den kommunalen Schienennetzen oft schon der Fall ist, hinkt man in der Schweiz nach. Das 2004 eingeführte Behindertengleichstellungsgesetz (BehiG) verlangt den Einsatz von behindertengerechten und barrierefreien Haltestellen. Den ÖPNV-Anbietern wird jedoch eine Übergangsphase von zwanzig Jahren gewährt. Das heißt, bis 2024 muss der ÖPNV behindertengerecht sein. Neue Fahrzeuge und neue Haltestellen müssen jetzt schon behindertengerecht sein. Alle Strukturen, die Raumängste auslösen oder Vandalen anziehen könnten, wie z. B. Aufzugschächte, sollen möglichst „transparent“ gestaltet und gebaut werden (Stichwort Subjektive Sicherheit). Einheitliche, ggf. farbkodierte Wegeleitsysteme sollen dabei der Übersicht dienen. Die verschiedenen Verkehrsarten sollten durch Kombibahnsteige und ähnliche Systeme eng vernetzt werden.
Die Fahrzeuge selbst würden dabei videoüberwacht und weitgehend vandalismussicher gebaut. Linienplan, Haltestellenfolge, Uhrzeit, Informationen, Werbung usw. können über Displays (Fahrgastinformationssystem) eingespielt werden. Zur Kapazitätsanpassung werden heute schon Fahrzeuge in möglichst unterschiedlichen Gefäßgrößen eingesetzt (auf der Straße: Mikrobus, Minibus, Midibus, Solobus, Gelenkbus, Doppelgelenkbus, Anhängerzug, Doppelstockbus; auf der Schiene: traktionsfähige Gliedertriebzüge in unterschiedlichen Längen). U-Bahn-Züge fahren größtenteils vollautomatisch und unbemannt. Alle Fahrzeuge sind in einer einheitlichen Corporate Identity ausgeführt, auch wenn sie von unterschiedlichen Verkehrsunternehmen gestellt werden. Der Verkehrsträger der Zukunft beschäftigt also zukünftig sehr viel weniger Betriebs- und Wartungspersonal.

#### Seilbahnen als innerstädtische Verkehrsmittel

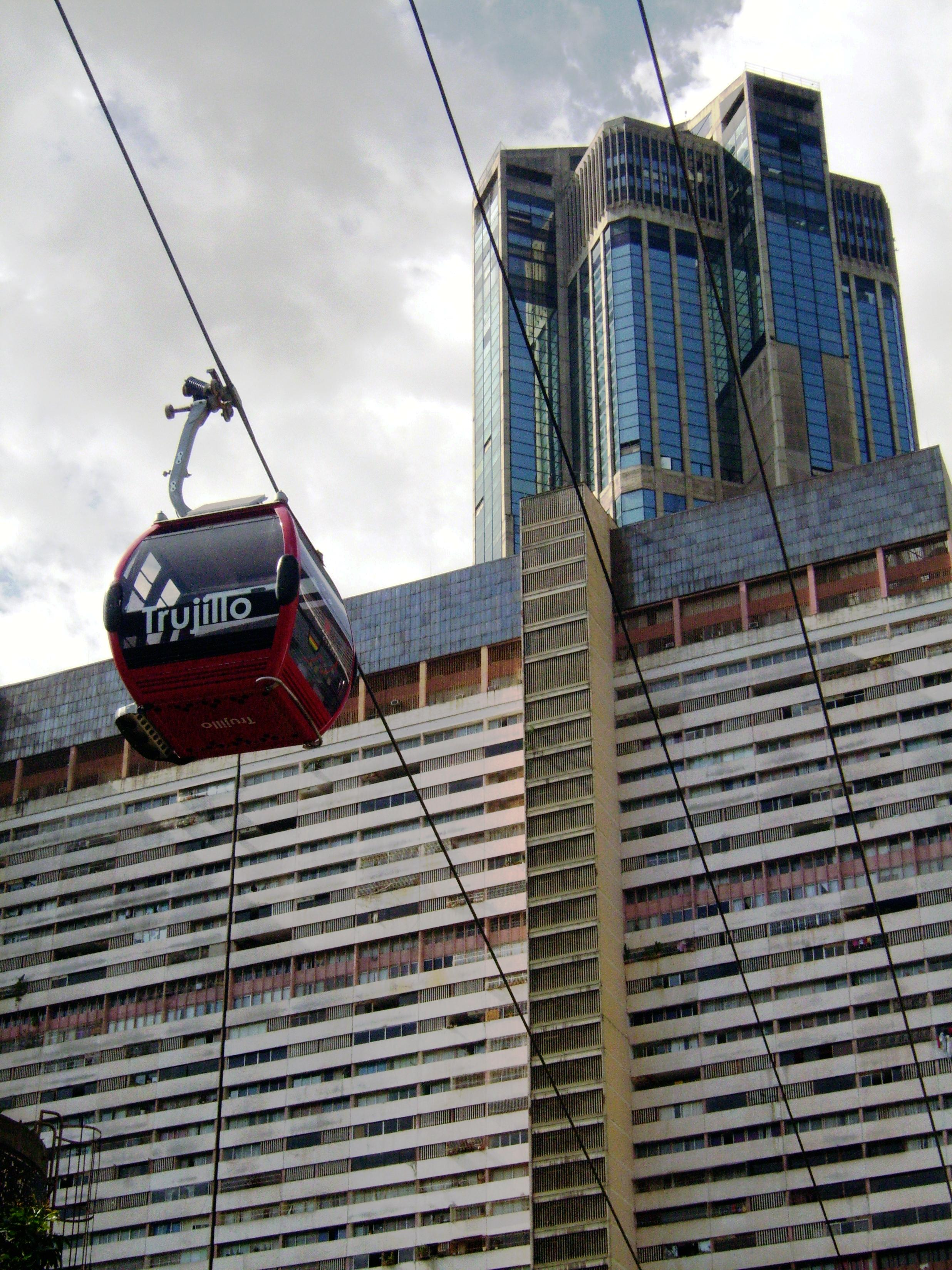
Urbane Seilbahn in Medellín als Teil der Metro de Medellín

Seilbahnen gelten als besonders energieeffizientes strombetriebenes Verkehrsmittel (siehe dazu Energieeffizienz von Seilbahnen) mit geringen Schadstoffemissionen. Als Vorteile nennen ihre Berfürworter, dass sie kostengünstig und vergleichsweise schnell zu errichten seien und aufgrund des automatischen Betriebs nur relativ wenig Personal erfordern würden.
Demgegenüber kritisiert werden die im Vergleich zu Schienen- und Straßenfahrzeugen geringe Fahrgeschwindigkeit von unter 30 km/h, der starke Witterungseinfluss auf die Betriebsfähigkeit (Seitenwinde), sowie die schwierige Trassenfindung ohne Kurven. Zudem seien Umlaufseilbahnen mit ihrer zeitlich konstanten, aber punktuell nur geringen Beförderungskapazität nur eingeschränkt als Anschlussverkehrsmittel zu Bus und Bahn mit ihrem stoßweise hohen Aufkommen geeignet.
Die Einrichtung einer derartigen Verbindung in Wuppertal wurde im Mai 2019 bei einer Bürgerbefragung abgelehnt. Berühmt ist Mi Teleférico in La Paz.

## Statistiken
2023 wurden im öffentlichen Linienverkehr in Deutschland 10,9 Milliarden Fahrgäste gezählt, 2024 waren es 11,4 Milliarden.
2022 verzeichnete der öffentliche Personennahverkehr in Deutschland rund 10,15 Milliarden Fahrgäste. Insgesamt wurden 145,44 Milliarden Personenkilometer zurückgelegt. Die durchschnittliche Strecke betrug somit 14,33 Kilometer je beförderter Person.
| Verkehrsart               | Fahrgäste (in Mio.) | Beförderungsleistung (in Mio. km*) |
| ------------------------- | ------------------- | ---------------------------------- |
| Eisenbahn und S-Bahn      | 2.397               | 51.481                             |
| Straßenbahn und Stadtbahn | 3.390               | 14.568                             |
| Omnibusse                 | 4.765               | 33.598                             |
| Nahverkehr gesamt         | 10.004              | 99.647                             |

- Personenkilometer

| Verkehrsart        | Fahrgäste (in Mio.) | Beförderungsleistung (in Mio. km*) |
| ------------------ | ------------------- | ---------------------------------- |
| Eisenbahn          | 138,5               | 43.350                             |
| Omnibusse          | 7,5                 | 2.442                              |
| Fernverkehr gesamt | 146                 | 45.792                             |

- Personenkilometer

Gemäß einer Studie steht etwa 27 Millionen Bundesbürgern in Großstädten und Metropolregionen ein sehr guter öffentlicher Personennahverkehr zur Verfügung. Für etwa 55 Millionen Menschen, die im Umland oder im ländlichen Raum wohnen, sei das Angebot deutlich geringer und oft nicht ausreichend.

## Software
- DELFI: Durchgängige Elektronische Fahrgast-Information für Deutschland
- Finajour: erstes elektronisches Fahrplansystem für Heimanwender in der Schweiz
- GEOFOX: Fahrgastinformationssystem des Hamburger Verkehrsverbundes
- HAFAS: Fahrplansystem von HaCon Ingenieurgesellschaft (u. a. Deutsche Bahn, SBB, ÖBB)
- EFA: Intermodale Elektronische Fahrplanauskunft